# Alma Mahler-Werfel

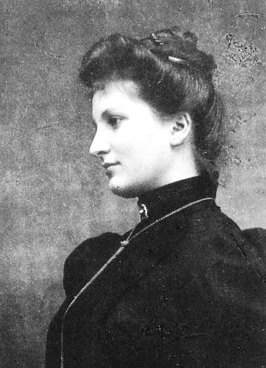
Alma Schindler (vor 1899)

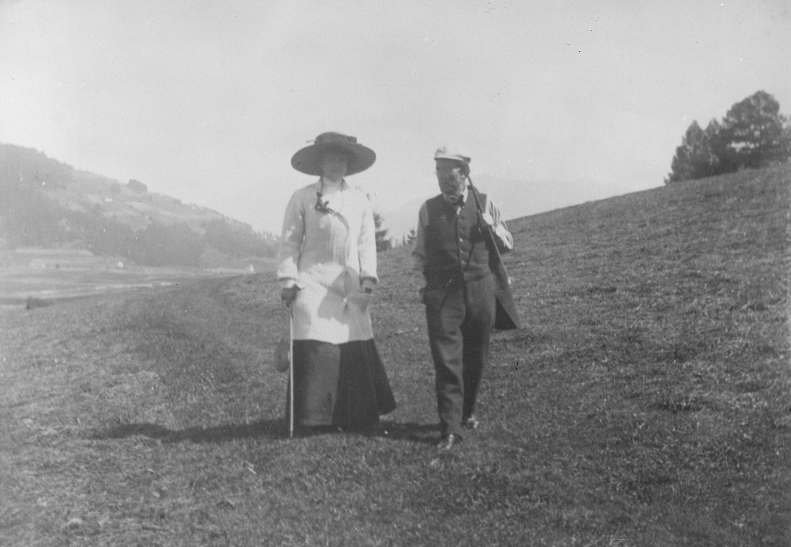
Gustav Mahler und Alma Mahler (1909)

Alma Mahler-Werfel (geborene Alma Margaretha Maria Schindler, * 31. August 1879 in Wien; † 11. Dezember 1964 in New York, N.Y.) war eine österreichische Persönlichkeit der Musik-, Kunst- und Literaturszene in der ersten Hälfte des 20. Jahrhunderts. Ihre musikalische Begabung baute sie nicht professionell aus. Von ihrem kompositorischen Schaffen sind 17 Lieder überliefert.
In ihrer Jugend hatte sie persönlichen Umgang mit den Wiener Secessionisten und dem Maler Gustav Klimt. Nach einer Beziehung mit ihrem Kompositionslehrer Alexander von Zemlinsky war sie von 1902 bis 1911 die Ehefrau des Komponisten und Dirigenten Gustav Mahler. Zeitweise lebte sie in einer Beziehung mit dem Maler Oskar Kokoschka. Von 1915 bis 1920 war sie mit dem Architekten Walter Gropius verheiratet und ab 1929 in dritter Ehe mit dem Dichter Franz Werfel. Als Gastgeberin künstlerischer Salons versammelte sie in Wien, dann – nach der Flucht aus Europa – 1940 in Los Angeles und New York Künstler und Prominente um sich.

## Leben

### Überblick
Alma Mahlers große Begabung war die Musik, die sie in ihrer Jugend am Klavier und komponierend intensiv ausübte. Susanne Rode-Breymann beschreibt zwei entscheidende „Bruchlinien“ in der „Professionalisierung“ von Almas musikalischen Talenten. Zum einen wollte sie nach jahrelangem erfolgreichen Klavierunterricht bei Adele Radnitzky-Mandlick ihr Können beim renommierten Pianisten Julius Epstein vervollkommnen, was aber durch ihren Stiefvater Carl Moll verhindert wurde. Zum anderen musste sie ihr Komponieren aufgeben, um Gustav Mahler heiraten zu können.
Der Maler und Präsident der Wiener Secession Gustav Klimt machte ihr den Hof, als sie 17 Jahre alt war. Mit ihrem Kompositionslehrer Alexander von Zemlinsky hatte sie eine Beziehung, die auf ihrer Bewunderung für den Komponisten und seiner Anerkennung ihrer Begabung basierte. 1901 entschied Alma Schindler sich, den 19 Jahre älteren Komponisten und Wiener Operndirektor Gustav Mahler zu heiraten; mit ihm hatte sie zwei Töchter.
Zu Lebzeiten Gustav Mahlers hatte sie eine Affäre mit dem Architekten und späteren Bauhaus-Gründer Walter Gropius, den sie nach Mahlers Tod und einer heftigen zwischenzeitlichen Liebesbeziehung mit dem Maler Oskar Kokoschka 1915 heiratete.
1916 wurde ihre gemeinsame Tochter Manon geboren. Nach der Scheidung von Gropius wurde sie 1929 die Ehefrau des Schriftstellers Franz Werfel, mit dem sie einen früh verstorbenen Sohn hatte. Mit ihm emigrierte sie 1940 in die Vereinigten Staaten. Ihr Leben nach der Hochzeit mit Mahler schilderte sie in der Autobiografie Mein Leben.
Zeit ihres Lebens begleitete Alma Mahler-Werfel bedeutende Künstler auf deren Lebensweg und war zahlreichen europäischen und US-amerikanischen Kunstschaffenden in Freundschaft verbunden. In ihrer Autobiografie nennt sie Alban Berg, Leonard Bernstein, Benjamin Britten, Franz Theodor Csokor, Eugen d’Albert, Lion Feuchtwanger, Wilhelm Furtwängler, Gerhart Hauptmann, Hugo von Hofmannsthal, Otto Klemperer, Heinrich Mann, Thomas Mann, Hans Pfitzner, Maurice Ravel, Max Reinhardt, Erich Maria Remarque, Arnold Schönberg, Franz Schreker, Richard Strauss, Igor Strawinsky, Friedrich Torberg, Bruno Walter, Carl Zuckmayer und andere. Weitere freundschaftliche Verhältnisse, etwa zu Ernst Lubitsch und Erich Zeisl, gehen aus Briefen Alma Mahlers hervor.

### Frühe Jahre

#### Familienverhältnisse

Alma (links) mit ihrer Mutter und ihrer Halbschwester Margarethe (1893)

Alma war die Tochter des Wiener Landschaftsmalers Emil Jakob Schindler und der zur Sängerin ausgebildeten Anna Sofie Schindler, geborene Bergen, die in Almas Jugendjahren in Haus- und in halb-öffentlichen Konzerten immer wieder Almas Lieder interpretierte. Zum Zeitpunkt der Hochzeit am 4. Februar 1879 war Anna Schindler bereits mit Alma schwanger. Die Ehe begann in sehr beengten Verhältnissen. Das Ehepaar musste sich seine Wohnung mit Schindlers Künstlerkollegen Julius Victor Berger teilen; nach Almas Geburt hatten dieser und Anna Schindler ein Verhältnis. Berger ist mit großer Wahrscheinlichkeit der Vater von Almas Schwester Margarethe Julie, die am 16. August 1880 zur Welt kam.
Im Februar 1881 wurde Schindler mit einem Künstlerpreis ausgezeichnet, wodurch die prekären finanziellen Verhältnisse der Familie ein Ende fanden. Dem Preis folgte eine Reihe von Aufträgen und Bildverkäufen, sodass die Familie es sich erlauben konnte, das Landgut Schloss Plankenberg vor den Toren Wiens anzumieten. Die Familie zog im Frühjahr 1885 auf das Landgut um, zu dem neben dem aus zwölf Zimmern bestehenden Haus auch ein 1200 Ar großer verwahrloster Park gehörte. Durch einen Auftrag von Kronprinz Rudolf im Jahre 1887 war Schindler mittlerweile einer der bedeutendsten Künstler der k.u.k.-Monarchie geworden. Im selben Jahr wurde er zum Ehrenmitglied der Wiener Akademie der bildenden Künste, weitere Preise und Auszeichnungen folgten.
Almas Mutter hatte zwar die Liaison mit Berger beendet, nachdem Schindler diese entdeckt hatte, sie begann jedoch ein neues Verhältnis mit Carl Moll, einem Schüler und Assistenten ihres Mannes, das über mehrere Jahre bestand und das Schindler verborgen blieb. Almas Biograf Oliver Hilmes sieht in diesem von Heimlichkeiten und Verleugnung geprägten Familienleben die Ursache für die psychische Disposition der beiden Schindler-Töchter. Auch das besonders enge Verhältnis Schindlers zu seiner älteren Tochter sieht Hilmes hierin begründet.
Alma leistete ihrem Vater über Stunden im Atelier Gesellschaft. Schindler förderte neben ihrem Bewusstsein für die Kunst insbesondere ihre musikalische Begabung, schaffte ein Klavier an und weckte darüber hinaus ihr Interesse für Literatur. Eine formale Erziehung erhielten beide Töchter jedoch nicht. Im Winterhalbjahr besuchten sie in Wien die Schule, während des Sommers erteilte die Mutter oder ein Hauslehrer den Töchtern Unterricht. Am 15. April 1890 traten die beiden Schwestern Alma und Margarethe anlässlich eines Konzertes der Schüler von Adele Radnitzky-Mandlick als Pianistinnen im Ehrbar-Saal auf.
Schindler starb am 9. August 1892 an den Folgen einer verschleppten Blinddarmentzündung. Alma war zu diesem Zeitpunkt nicht ganz 13 Jahre alt und sie litt lange schwer an diesem Verlust. Rode-Breymann hat das liebevolle Vater-Tochter-Verhältnis und den Verlust differenziert nachvollzogen. Das Verhältnis zwischen Carl Moll und Anna Sofie Schindler bestand auch die nächsten Jahre heimlich fort. Die beiden heirateten erst am 3. November 1895. Alma empfand die Heirat als Verrat an ihrem verstorbenen Vater. Auch auf die Geburt ihrer Halbschwester Maria am 9. August 1899 reagierte sie mit starker Ablehnung – sie fühlte sich von ihrer Familie vernachlässigt.

#### Die Wiener Secessionisten

Alma Schindler, um 1900

Almas Mutter war eine begabt gute Gastgeberin für einen „Ort des Ideenaustausches“. In ihrem Haus „der gegenseitigen künstlerischen Inspiration“ bahnte sich die Wiener Secession an, die im April 1897 mit Gustav Klimt als Präsident gegründet wurde. Carl Moll war Mitbegründer und Vizepräsident der Wiener Secession. Viele Wiener Künstler verkehrten daher im Hause des Ehepaars Moll. Zu den Gästen der Familie zählten Schriftsteller, Maler und Architekten wie Gustav Klimt, Joseph Maria Olbrich, Josef Hoffmann, Wilhelm List und Koloman Moser sowie Max Burckhard, Direktor des Wiener Hofburgtheaters. Alma lernte die meisten von ihnen durch Diskussionen, an denen sie teilhatte, gut kennen, weil sie zumindest an den Abendessen mit diesen berühmten Wienern teilnehmen durfte. Max Burckhard sandte ihr unter anderem Theaterkarten zu, besprach mit ihr einzelne Aufführungen und förderte wie früher ihr Vater ihr Interesse an der Literatur.
Gustav Klimt fand besonderes Gefallen an der damals siebzehnjährigen Alma und tauschte sich künstlerisch mit ihr aus. Sein Interesse an ihr hielt über mehrere Monate an, obwohl ihr Stiefvater und ihre Mutter sich bemühten, eine Beziehung zwischen den beiden zu verhindern. Während einer Reise der Familie nach Norditalien, an der auch Klimt teilnahm, küsste er Alma. Als ihr Stiefvater davon erfuhr, zwang er seinen Freund und Künstlerkollegen zur Abreise. Klimt versprach Moll, sich in Zukunft von Alma fernzuhalten. Sie habe ihm gefallen, „wie uns Malern eben ein schönes Kind gefällt“. Klimt war für seinen freizügigen Lebenswandel bekannt. Zum Zeitpunkt seines Todes war er Vater von mindestens vierzehn unehelichen Kindern.

### Musikalische Ausbildung

#### Klavierunterricht
Während Alma Schindlers Schulausbildung offenbar unsystematisch verlief, erhielt sie eine gründliche musikalische Ausbildung. Adele Radnitzky-Mandlick, von Alma „gleich auf den ersten Seiten“ ihrer Tagebuchaufzeichnungen 1898 vertraulich „Frau Adele“ genannt, war Schülerin des anerkannten Wiener Pianisten und Pädagogen Julius Epstein am Wiener Konservatorium gewesen und unterrichtete Alma viele Jahre in Klavier.
Alma Schindler erarbeitete sich mit ihr ein umfangreiches und bemerkenswertes Repertoire, das sie regelmäßig in Wien „in der Sphäre öffentlicher Privatheit“ oder überhaupt öffentlich vortrug. Zu ihrem Unterrichtsprogramm gehörte z. B. das Es-Dur-Klavierkonzert von Ludwig van Beethoven. Besonders vertraut wurde sie mit der Musik Richard Wagners, für den sie schwärmte und mit dessen Feuerzauber aus der Oper Die Walküre und Liebestod aus Tristan und Isolde (u. a.) sie sich Lorbeeren errang. Bekannt war auch ihr perfektes Vom-Blatt-Spiel (das sie später mit Gustav Mahler exerzierte). Als sie aber den Wunsch äußerte, selbst bei Julius Epstein Unterricht zu bekommen, verhinderte ihr Stiefvater Carl Moll dies.

#### Kompositionsunterricht

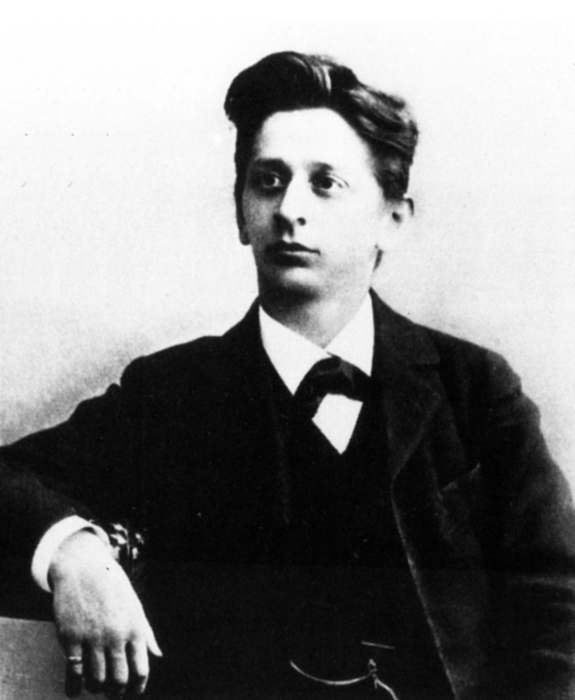
Alexander von Zemlinsky

Alma Schindler hatte bereits seit 1895 Kompositionsunterricht bei dem blinden Wiener Organisten und Komponisten Josef Labor. Ab 1900 nahm sie neben dem Unterricht bei Josef Labor Kompositionsunterricht bei Alexander von Zemlinsky. Der damals 29-Jährige war gerade Kapellmeister am Wiener Carltheater geworden und galt als eine der großen Hoffnungen der Wiener Musikszene. Nur ein Jahr lang dauerte dieser intensive Unterricht, von dem Zemlinsky selbst schreibt, er „habe direkt Lehrerehrgeiz bekommen“ und (am 25. August 1901) er bilde sich ein, dass Alma „in den verflossenen zwei Monaten eine Menge gelernt habe“. In der Literatur jedoch fand das folgende Zitat aus seinem Mund bisher eine größere Leserschaft:

„Entweder Sie componieren oder Sie gehen in Gesellschaften – eines von beiden. Wählen Sie aber lieber das, was Ihnen näher liegt – gehen Sie in Gesellschaften.“

Obwohl sie ihn später als „kleinen, hässlichen Gnom“ beschrieb, überwog bei Alma die Bewunderung für seine Genialität: „Oh – ein herrlicher Kerl und anregend über die Maßen.“ Differenziert und ausführlich gibt Rode-Breymann Einblick in Zemlinskys Kompositionsunterricht anhand dessen eigenhändiger Unterweisungen an Alma, die in der Mahler-Werfel Collection in Philadelphia aufbewahrt sind.
Die Familie und die Freunde der Familie fanden eine Liaison mit dem aus einer jüdischen Familie stammenden Zemlinsky eher unpassend und versuchten, sie ihr auszureden. Alma selbst erlebte ein Wechselbad von Gefühlen. Pathetische Liebesbekundungen und teils bizarre Tagebucheintragungen (Alex – mein Alex. Dein Weihebecken will ich sein. Gieß deinen Überfluß in mich, Tagebuch vom 24. September 1901) wechselten mit Demütigungen und Quälereien gegenüber Zemlinsky.

### Gustav Mahler

#### Die Begegnung mit Mahler

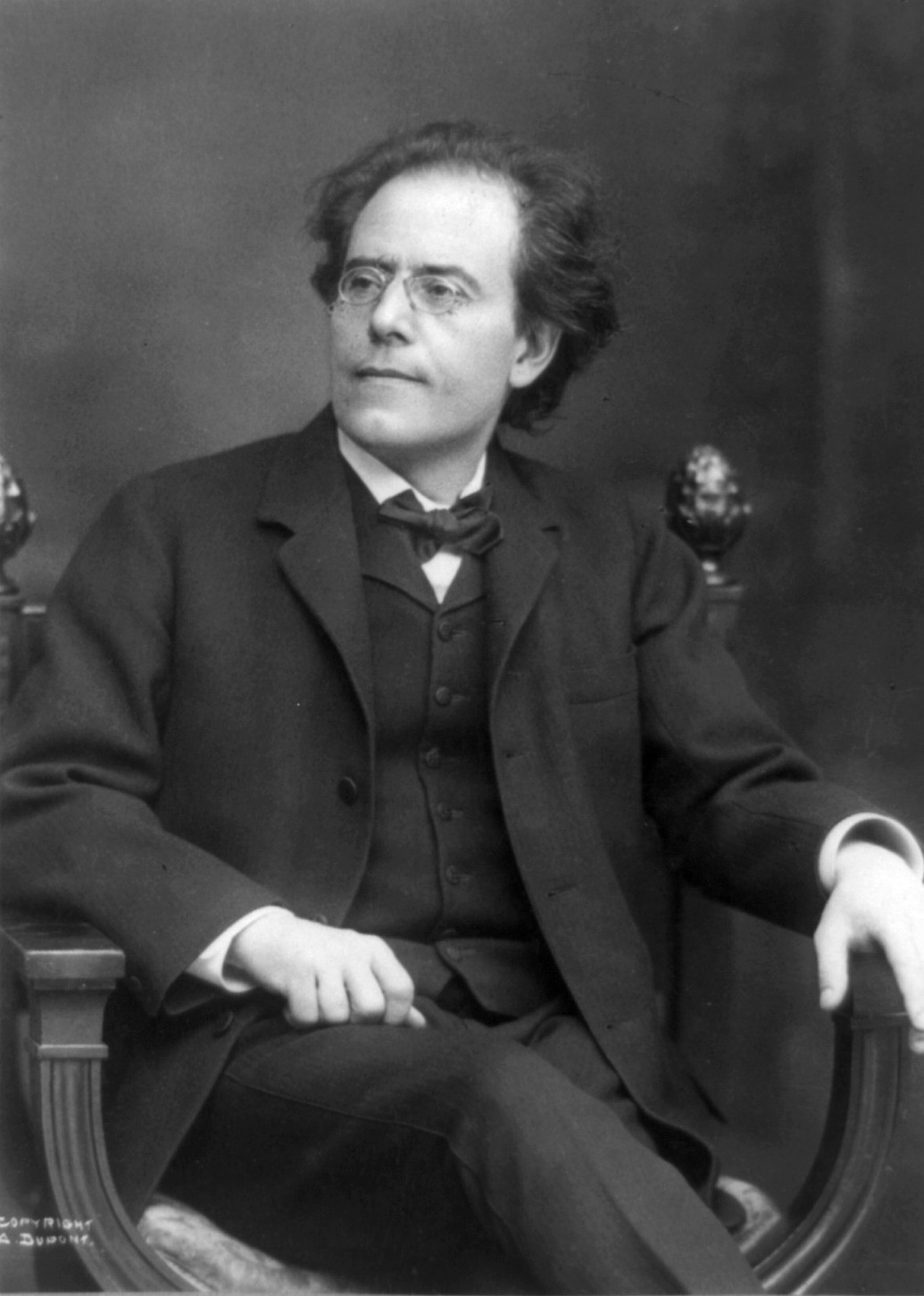
Gustav Mahler, 1909

Bei einer Abendgesellschaft von Bertha Zuckerkandl am 7. November 1901 begegnete Alma Schindler dem Komponisten, gefeierten Dirigenten und Direktor der Wiener Hofoper Gustav Mahler. Mahler verliebte sich offenbar an diesem Abend in die sehr selbstsichere junge Frau.
Bereits am 28. November machte er ihr einen Heiratsantrag, wies allerdings auch darauf hin, dass es nicht einfach sein würde, mit ihm verheiratet zu sein. Alma Schindlers Familie versuchte, ihr auch diese Verbindung auszureden. Der neunzehn Jahre ältere Mahler sei zu alt für sie, er sei verarmt und unheilbar krank, hielt ihr unter anderem ihr Stiefvater Carl Moll vor. Klimt und Burckhard wiesen auf die jüdische Abstammung des zum Katholizismus übergetretenen Mahler hin. Anders als bei Zemlinsky, mit dem sie bis dahin liiert war, störte sie diese hier jedoch nicht.
Die Aussprache mit Zemlinsky schob Alma allerdings vor sich her. Erst am 12. Dezember schrieb sie an ihn, dass eine andere Liebe ihn verdrängt habe. Zur selben Zeit schickte ihr Mahler, der anlässlich der Aufführung seiner 4. Sinfonie in Berlin weilte, zärtliche Liebesbriefe. Seine Musik war ihr unverständlich:

„Er hält von meiner Kunst gar nichts – von seiner viel – und ich halte von seiner Kunst gar nichts und von meiner viel. So ist es! Nun spricht er [Mahler] fortwährend von dem Behüten seiner Kunst. Das kann ich nicht. Bei Zemlinsky wärs gegangen, denn dessen Kunst empfinde ich mit – das ist ein genialer Kerl.“

Auch Mahler äußerte in den Briefen an seine Schwester Justine Zweifel, ob es richtig sei, eine so junge Frau an sich zu binden. Aus Dresden schrieb er seiner Braut einen zwanzigseitigen Brief, in dem er ihr darlegte, wie er sich ihr zukünftiges gemeinsames Leben vorstellte.

„Wie stellst du dir so ein componierendes Ehepaar vor? Hast du eine Ahnung, wie lächerlich und später herabziehend vor uns selbst, so ein eigenthümliches Rivalitätsverhältnis werden muß? Wie ist es, wenn du gerade in ‚Stimmung‘ bist, und aber für mich das Haus, oder was ich gerade brauche, besorgen, wenn Du mir, wie Du schreibst, die Kleinigkeiten des Lebens abnehmen sollst? … Aber dass Du so werden mußt, wie ich es brauche, wenn wir glücklich werden sollen, mein Eheweib und nicht mein College – das ist sicher! Bedeutet dies für Dich einen Abbruch Deines Lebens und glaubst Du auf einen Dir unentbehrlichen Höhpunkt des Seins verzichten zu müssen, wenn Du Deine Musik ganz aufgibst, um die Meine zu besitzen, und auch zu sein?“

Er machte ihr auch deutlich, dass jetzt noch die Möglichkeit zur Umkehr bestehe, wenn sie sich das nicht zumuten könnte. Alma Schindlers damalige Reaktionen auf den Brief lassen sich nicht mehr rekonstruieren. Am 23. Dezember verlobten sie sich.

#### Die Ehejahre

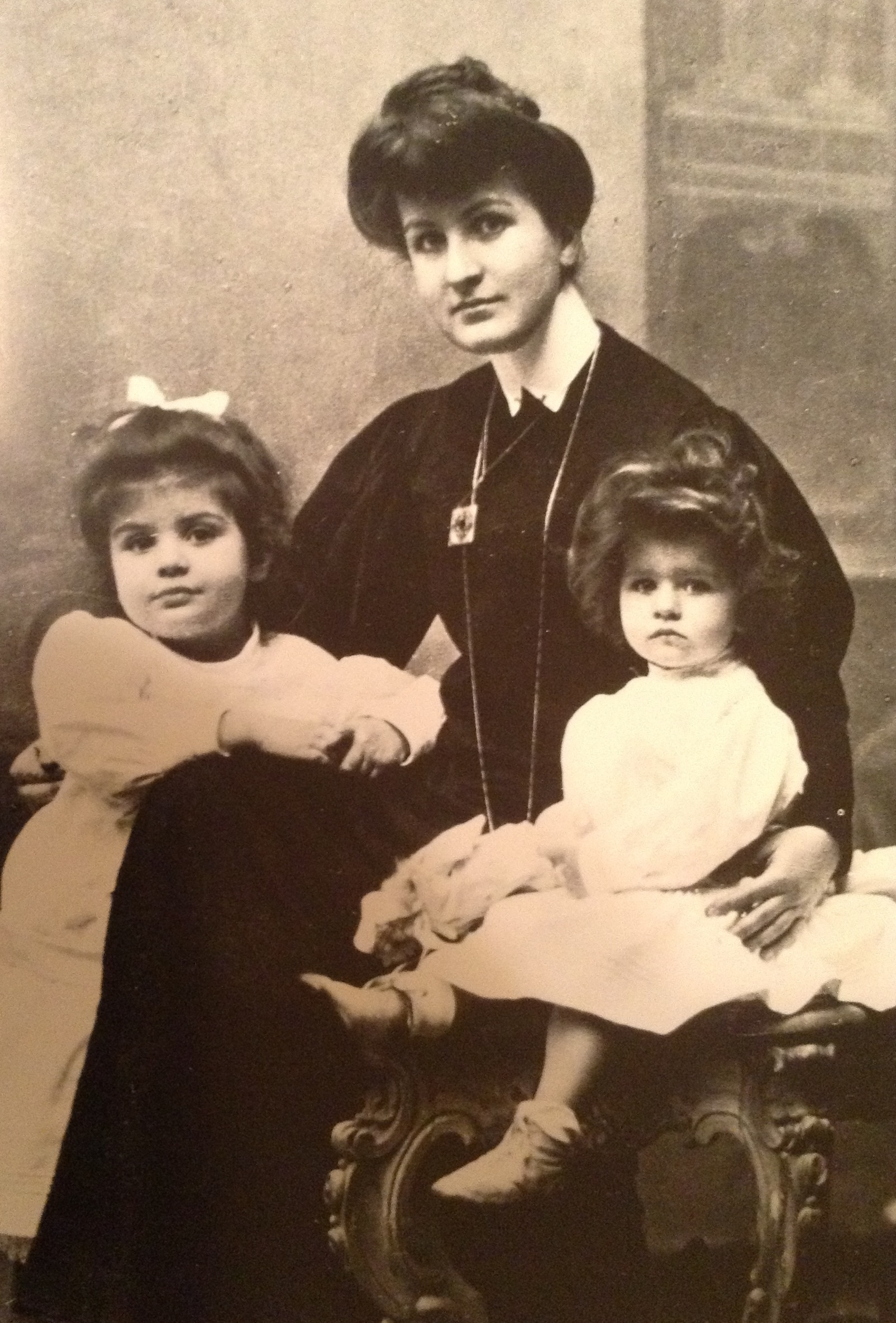
Alma Mahler mit ihren beiden Töchtern (ca. 1906)

Am 9. März 1902 heirateten Gustav Mahler und Alma Schindler in der Wiener Karlskirche. Es war eine kleine Hochzeit, weil Mahler jeglichen gesellschaftlichen Aufwand vermeiden wollte. Anwesend waren außer dem Hochzeitspaar nur der zweite Mann von Almas Mutter Carl Moll und Arnold Rosé, der Schwager Mahlers, die als Trauzeugen fungierten.

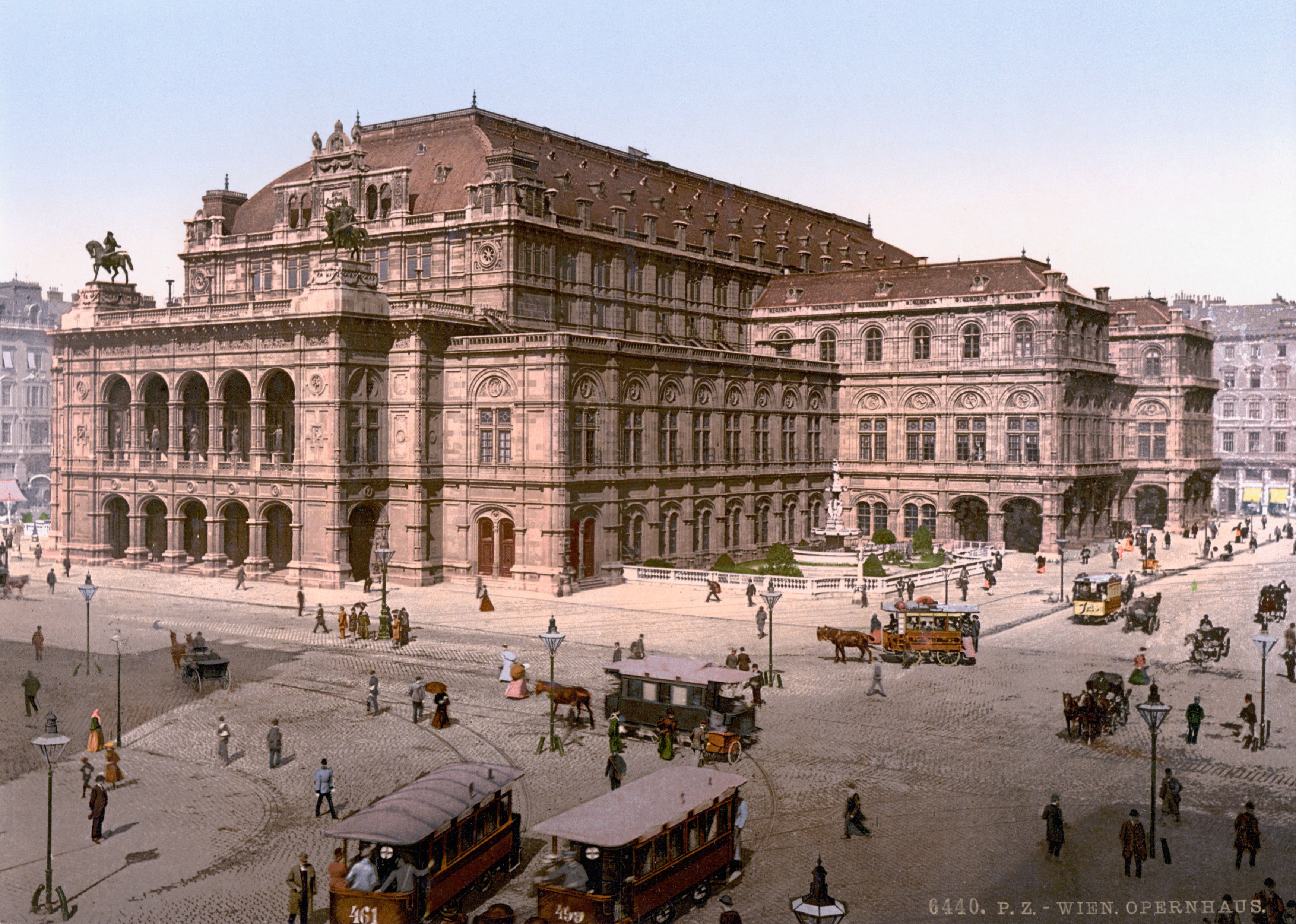
Wiener Hofoper um 1900. Gustav Mahler war bis 1907 Direktor des Opernhauses.

Sowohl Mahlers Freunde als auch viele aus dem weiteren Bekanntenkreis reagierten verständnislos auf diese Eheschließung. Bruno Walter, der damals Kapellmeister an der Wiener Hofoper war, schrieb in einem Brief an seine Eltern: „Er [Mahler] ist 41 und sie 22, sie eine gefeierte Schönheit, gewöhnt an ein glänzendes gesellschaftliches Leben, er so weltfern und einsamkeitsliebend; und so könnte man noch eine Menge von Bedenken anführen …“
Alma Mahler-Werfel bezeichnete in ihren Erinnerungen ihre finanzielle Situation zu Beginn ihrer Ehe mit Mahler als beengt; sie habe einen Schuldenberg von 50.000 K (entspricht heute etwa 274.000 Euro) vorgefunden. Angesichts von Mahlers Jahresgehalt an der Wiener Hofoper von 26.000 K (entspricht heute etwa 142.000 Euro), zu dem noch die Einnahmen aus Gastdirigaten und Tantiemen aus dem Verkauf seiner Werke hinzukamen, ist diese finanziell angespannte Situation schwer nachzuvollziehen.
Für 1905 ist belegt, dass ihr Mahler ein monatliches Haushaltsgeld von 1.000 K (entspricht heute etwa 5.000 Euro) zur Verfügung stellte. Oliver Hilmes stellt in seiner Biografie deswegen die These auf, dass die angespannte finanzielle Lage zur Legendenbildung gehört, mit der Alma Mahler-Werfel gegenüber der Nachwelt begründen wollte, warum sie ihren Ehemann so häufig nicht auf seinen Konzertreisen begleitete.
Am 3. November 1902 wurde die Tochter Maria Anna geboren. Zum Haushalt des Ehepaares gehörten unter anderem zwei Dienstmädchen und eine englische Gouvernante für die Tochter. Das Zusammenleben mit Mahler verlief anders, als sie es von dem abwechslungsreichen und geselligen Leben in ihrem Elternhaus gewohnt war. Mahler mied Gesellschaften und legte großen Wert auf einen sehr geregelten Tagesablauf, um sein großes Arbeitspensum zu bewältigen. Aus ihren Tagebucheinträgen wird deutlich, dass Alma Mahler sich in diesem Eheleben vereinsamt fühlte, sich langweilte und zur Haushälterin degradiert sah.
Das Gefühl der inneren Leere änderte sich auch nicht mit der Geburt der zweiten Tochter Anna Justina, die am 15. Juni 1904 zur Welt kam. Mit Wissen und Billigung von Gustav Mahler hatte Alma sich zumindest regelmäßig im Frühjahr 1904 mit Zemlinsky getroffen, um mit ihm gemeinsam zu musizieren. Allerdings hielt diese Zusammenarbeit nicht lange an. Im Frühjahr 1906 schrieb Zemlinsky ihr, wie sehr er das Musizieren mit ihr vermisse. Abgelehnt hatte er jedoch, ihr wieder Unterricht zu geben.
Mahler vermisste in seiner Frau die Gefährtin, die mit ihm sein Leben teilte. Der Bruch mit ihr verstärkte sich, als sie sich auf einen heftigeren Flirt mit seinem Kollegen Hans Pfitzner einließ.
Die ältere Tochter der Mahlers starb am 12. Juli 1907 an Scharlach und Diphtherie. Der Tod der vierjährigen Maria, der zeitlich mit einer Herzfehlerdiagnose bei Mahler zusammentraf, bedeutete in Mahlers Leben eine Zäsur und verstärkte außerdem den Bruch zwischen den Eheleuten. Um über den Tod ihrer Tochter hinwegzukommen, begab Alma Mahler sich zur Kur, während Mahler in Helsinki und Sankt Petersburg auf Konzertreise war.
Seit Jänner 1907 war Mahler in der Wiener Presse wiederholt heftig wegen seines Führungsstils als Leiter der Wiener Hofoper angegriffen worden. Dies führte zu einem Rückzug aus dem Wiener Musikleben und zu einer verstärkten Tätigkeit in den Vereinigten Staaten. Im Dezember 1907 begann für Mahler ein Engagement am Manhattan Opera House, und Alma begleitete ihn bei dem viermonatigen Aufenthalt in New York. Während Mahler mit der Aufführung von Richard Wagners Tristan und Isolde seinen ersten großen Erfolg in New York feierte, fühlte sie sich einsam und isoliert. Erst am Ende des Aufenthalts lernten sie Joseph Fraenkel kennen, der für sie beide zum engen Freund wurde. Die Freundschaft festigte sich während des zweiten Aufenthalts in New York, der von November 1908 bis April 1909 währte.
In den sechs Monaten, die das Ehepaar in Europa verbrachte, befand sich Alma Mahler meistens in Kur und lebte von ihrem Mann getrennt. Aus den Briefen Gustav Mahlers kann man schließen, dass Alma in dieser Zeit mindestens eine Fehlgeburt erlitt oder eine Abtreibung vornehmen ließ.
Nach dem dritten Aufenthalt in New York, der von November 1909 bis April 1910 währte, begab sie sich mit ihrer fünfjährigen Tochter und deren Gouvernante nach Tobelbad, einem kleinen, in Mode gekommenen Kurort in der Steiermark, den der Wiener Erfinder und Unternehmer Gustav Robert Paalen gekauft, restauriert und salonfähig gemacht hatte. Auch Walter Gropius, zu dem Zeitpunkt noch ein weitgehend unbekannter Architekt, befand sich dort zur Kur und wurde Alma von Paalen vorgestellt. Im Juni 1910 begann sie mit ihm eine Affäre, hinter die Mahler bereits wenige Wochen später kam, als ihm ein Liebesbrief von Gropius in die Hände fiel. Gropius hatte den Brief an Gustav Mahler adressiert – aus Versehen, wie er später gegenüber dem Mahler-Forscher Henry-Louis de La Grange formulierte.
Als die Ehe nach der Begegnung mit Walter Gropius in eine Krise stürzte, wurde Mahler empfohlen, Sigmund Freud aufzusuchen, der ihn im August 1910 im niederländischen Kurbad Leyden für vier Stunden empfing. Gegenüber seiner Schülerin Marie Bonaparte äußerte sich Freud zu seiner Diagnose:

„Mahlers Frau Alma liebte ihren Vater Rudolf [sic!] Schindler und konnte nur diesen Typus suchen und lieben. Mahlers Alter, das er so fürchtete, war gerade das, was ihn seiner Frau so anziehend machte. Mahler liebte seine Mutter und hat in jeder Frau deren Typus gesucht. Seine Mutter war vergrämt und leidend, und dies wollte er unbewusst auch von seiner Frau Alma.“

Mahler begann sich nun intensiv um die Zuneigung seiner Frau zu bemühen. Er widmete ihr seine 8. Sinfonie, die in dieser Zeit in München zur Uraufführung kam und sein größter musikalischer Triumph wurde. Fünf der von ihr komponierten Lieder ließ er noch im selben Jahr drucken und in Wien und in New York uraufführen. Kurz vor der erneuten Reise nach New York reiste Alma jedoch nach Paris, um sich dort noch einmal mit Gropius zu treffen, bevor sie ihren Mann für mehrere Monate in die Vereinigten Staaten begleiten würde. Auch aus New York versicherte sie Gropius brieflich immer wieder, wie sehr sie ihn liebe. Darin fand sie bei ihrer Mutter Anna Moll Unterstützung, die an Gropius warmherzige Briefe schrieb, ihn um Verständnis bat, dass Alma Gustav Mahler jetzt nicht verlassen könne, und darauf hinwies, dass sowohl Alma als auch Gropius noch jung seien und warten könnten. Inwieweit bei der Familie von Alma Mahler angesichts des festgestellten Herzfehlers die Erwartung bestand, dass Mahler nicht mehr lange zu leben habe, ist heute nicht mehr zu rekonstruieren.
Mahler erkrankte auf der letzten USA-Reise schwer. Am 21. Februar 1911 dirigierte er trotz Fiebers ein langes und anstrengendes Konzert mit Werken von Leone Sinigaglia, Felix Mendelssohn Bartholdy, Giuseppe Martucci, Marco Bossi und Ferruccio Busoni. Als sich sein Zustand auch in den nächsten Tagen nicht besserte, stellten die Ärzte eine langsam fortschreitende Herzinnenhautentzündung fest. Für diese gab es Anfang des 20. Jahrhunderts kaum Behandlungsmöglichkeiten.
Um Spezialisten vom Pariser Institut Pasteur konsultieren zu können, reiste Alma Mahler gemeinsam mit ihrem Mann Anfang April an Bord der Amerika zurück nach Europa. Auch die französischen Ärzte konnten allerdings nur die Diagnose der amerikanischen Kollegen bestätigen. Ein aus Wien hinzugezogener Arzt empfahl Alma, ihren Mann noch nach Wien zurückzubringen. Am Abend des 12. Mai erreichte man Wien. Wenige Tage später, am 18. Mai 1911, erlag Gustav Mahler seiner Krankheit.

#### Trauerzeit
Obwohl nach dem Tod von Mahler nichts mehr dagegen gesprochen hätte, ihre Beziehung zu Gropius fortzusetzen und zu intensivieren, brach Alma Mahler diese ab. In seinen Briefen an sie hatte Gropius sich schockiert darüber geäußert, dass es trotz der Treueschwüre ihm gegenüber zwischen Alma und Gustav Mahler kurz vor dessen Tode noch zum Geschlechtsverkehr gekommen war. Einem möglichen Wiedersehen im September 1911 ging er aus dem Weg. Bei einem Treffen im Dezember desselben Jahres kam es zu Spannungen zwischen den beiden, die ihre Beziehung noch weiter abkühlen ließen.
In Wien wurde Alma, dank der Witwenpension und des Erbes Mahlers eine wohlhabende Frau mit beträchtlichem Vermögen, heftig umworben. Im Herbst 1911 hatte sie ein kurzes Verhältnis mit dem Komponisten Franz Schreker. Auch Joseph Fraenkel, der sich in New York mit dem Ehepaar Mahler angefreundet hatte, kam nach Wien und hielt um Almas Hand an. In ihrem Tagebuch bezeichnete sie ihn als armes, krankes, ältliches Männlein, das nur mit seiner schweren Darmkrankheit beschäftigt sei. Sie lehnte den Heiratsantrag ab. Mehr Aufmerksamkeit brachte sie dem Biologen Paul Kammerer entgegen, der Mahler sehr verehrt hatte und der es Alma Mahler zuschrieb, dass Gustav Mahler als Komponist so erfolgreich war. Er bot der in keiner Weise dafür ausgebildeten Alma Mahler eine Stellung als Assistentin in seinem Institut an. Nach ihren eigenen Angaben arbeitete sie tatsächlich für mehrere Monate an seinen Experimenten an Gottesanbeterinnen und Geburtshelferkröten mit. Die Verehrung, die der verheiratete Kammerer ihr entgegenbrachte, nahm allerdings immer exzentrischere Formen an. Kammerer drohte unter anderem, sich am Grabe Mahlers zu erschießen, wenn sie seine Liebe nicht erwidere. Im Frühjahr 1912 beendete sie ihre Mitarbeit im Institut.
Bei Almas Halbschwester Margarethe Julie – von Alma zu dieser Zeit noch als Tochter ihres Vaters Emil Jakob Schindler angesehen – wurde zur selben Zeit Dementia praecox diagnostiziert. Anna Moll redete ihrer Tochter ein, die Diphtherieerkrankung des Vaters sei die Ursache von Margarethe Julies Geisteskrankheit. Dies löste bei Alma Mahler über Jahre die Sorge aus, ebenfalls geisteskrank zu werden. Erst 1925 entdeckte sie, dass Julius Victor Berger der Vater von Margarethe Julie war. In Alma Mahlers Tagebüchern wird die erst 1942 in einem Sanatorium gestorbene Halbschwester danach nicht mehr erwähnt.

### Oskar Kokoschka

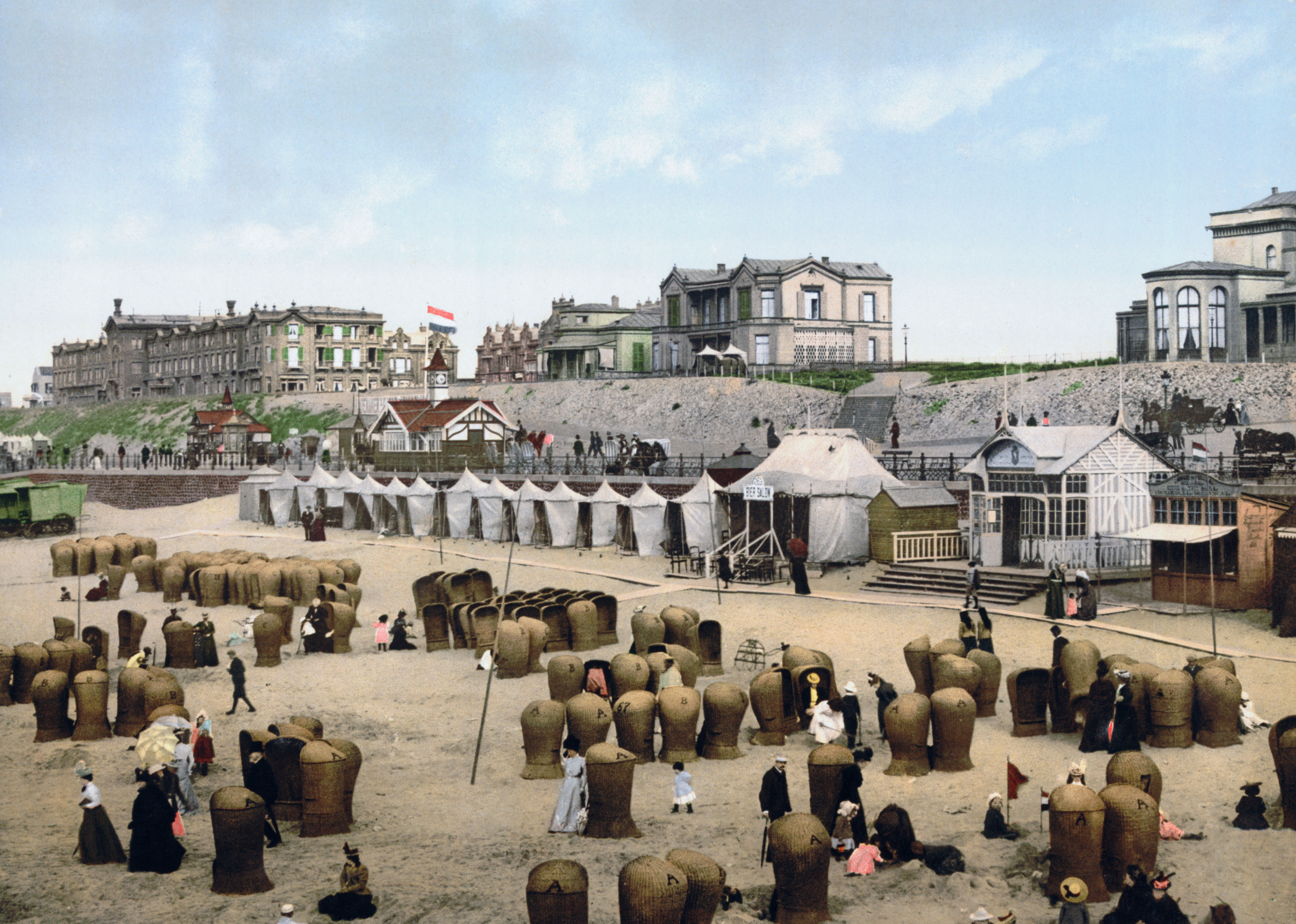
Strand von Scheveningen um 1900. Während ihrer Beziehung zu Oskar Kokoschka hielt sich Alma Mahler wiederholt in dem mondänen Badeort auf.

Almas Stiefvater Carl Moll gehörte zu den Förderern des expressionistischen Malers Oskar Kokoschka. Er beauftragte ihn unter anderem, ein Porträt seiner Stieftochter anzufertigen. Noch während des Abendessens am 12. April 1912, bei dem Carl Moll ihm Alma Mahler vorstellte, verliebte sich Kokoschka in die Witwe. Bereits zwei Tage später sandte Kokoschka ihr den ersten Liebesbrief, dem noch vierhundert weitere folgen sollten. Die Affäre zwischen den beiden war sehr stark von der Eifersucht Kokoschkas geprägt.
Alma Mahler bezeichnete die Beziehung im Rückblick als dreijährigen Liebeskampf: „Niemals zuvor habe ich so viel Krampf, so viel Hölle, so viel Paradies gekostet.“ Die Eifersucht Kokoschkas galt nicht nur den Männern, denen sie begegnete, sondern auch dem verstorbenen Gustav Mahler. In den Briefen, die Kokoschka Alma schrieb, während sie sich im Mai 1912 in Scheveningen aufhielt, beschwor er sie, all ihr Denken nur auf ihn zu richten. Wenn sie in Wien war, wachte er gelegentlich vor ihrer Wohnung, um sicherzustellen, dass sie keine männlichen Besucher empfing. Nach ihrer zweiten Reise nach Scheveningen im Sommer 1912 verlangte er von ihr, sich gesellschaftlich völlig zurückzuziehen und einzig für ihn da zu sein.
Ähnlich wie Mahlers Freunde zuvor waren auch Kokoschkas Freunde von der Beziehung zu Alma wenig angetan. Adolf Loos, der zum engen Freundeskreis Kokoschkas zählte, warnte ihn wiederholt vor ihrem schlechten Einfluss. Auch Kokoschkas Mutter war entschieden gegen die Verbindung. Kokoschka dagegen unternahm Anstrengungen, Alma Mahler zu einer Eheschließung zu überreden. Alma Mahler war vermutlich bereits im Juli 1912 von Kokoschka schwanger. Im Oktober ließ sie jedoch das Kind abtreiben. Den Schmerz, den Alma ihm mit der Abtreibung des gemeinsamen Kindes zufügte, verarbeitete er 1913 in den beiden Studien Alma Mahler mit Kind und Tod und Alma Mahler spinnt mit Kokoschkas Gedärmen, die in der Sammlung Essl in Klosterneuburg zu sehen waren.
Mit Walter Gropius stand Alma nach wie vor in Briefkontakt. Über ihr Verhältnis mit Kokoschka hatte sie ihn jedoch im Unklaren gelassen. Gropius sah 1913 Kokoschkas Gemälde Doppelbildnis Oskar Kokoschka und Alma Mahler, das 1913 auf der 26. Ausstellung der Berliner Secession zu sehen war (heute Museum Folkwang, Essen). Alma ist auf diesem Gemälde in einem roten Schlafanzug dargestellt und reicht Oskar Kokoschka die Hände wie zu einem Verlöbnis. Der Briefkontakt mit Gropius kam daraufhin im Laufe des Jahres 1913 vollständig zum Erliegen.
Auch mit Kokoschka wurde das Verhältnis immer kühler. Den wiederholten Versuchen Kokoschkas, sie zur Heirat zu bewegen, entzog Alma sich regelmäßig durch lange Reisen in Begleitung von Lilly Lieser, einer ihrer wenigen Freundinnen. Kokoschka schuf jedoch noch gegen Ende 1913 und zu Anfang 1914 ein vier Meter breites Fresko, das den Kamin in ihrem großzügig angelegten Sommerhaus in der kleinen österreichischen Gemeinde Breitenstein im Semmeringgebiet schmückte. Wie in einigen Gemälden zuvor machte Kokoschka seine Beziehung zu Alma zum Thema des Freskos. Gleichzeitig kühlte sich die Beziehung zwischen ihnen immer mehr ab. Kokoschka warf Alma in seinen Briefen Oberflächlichkeit und innere Leere vor.

„Almi, man kann nicht nach Belieben einmal töricht und einmal weise sein. Man verliert sonst beide Glücksmöglichkeiten. Und Du wirst eine Sphinx, die nicht leben noch sterben kann, aber den Mann umbringt, der sie liebt und der zu moralisch ist, diese Liebe zurückzunehmen oder zu betrügen für sein Wohl.“

Alma hielt im Mai desselben Jahres in ihrem Tagebuch fest, dass die Beziehung mit Kokoschka aus ihrer Sicht beendet sei. Zu den Männern, mit denen sie während der nächsten Monate engere Beziehungen hatte, zählten der Großindustrielle Carl Reininghaus und der Komponist Hans Pfitzner. Zu einem wirklichen Ende der Beziehung mit Kokoschka kam es jedoch erst im ersten Kriegsjahr des Ersten Weltkrieges. Oskar Kokoschka meldete sich freiwillig und wurde durch Vermittlung seines Freundes Adolf Loos im Dragonerregiment Nr. 15, dem vornehmsten Reiterregiment der österreichischen Monarchie, aufgenommen. Das Pferd, das er für den Eintritt in dieses Reiterregiment benötigte, erwarb er mit dem Geld, das er aus dem Verkauf des Gemäldes Die Windsbraut erhielt. Die Windsbraut stellt ein eng umschlungenes Liebespaar dar, das die Züge von Kokoschka und Alma trägt. Es befindet sich heute im Kunstmuseum Basel.

### Walter Gropius

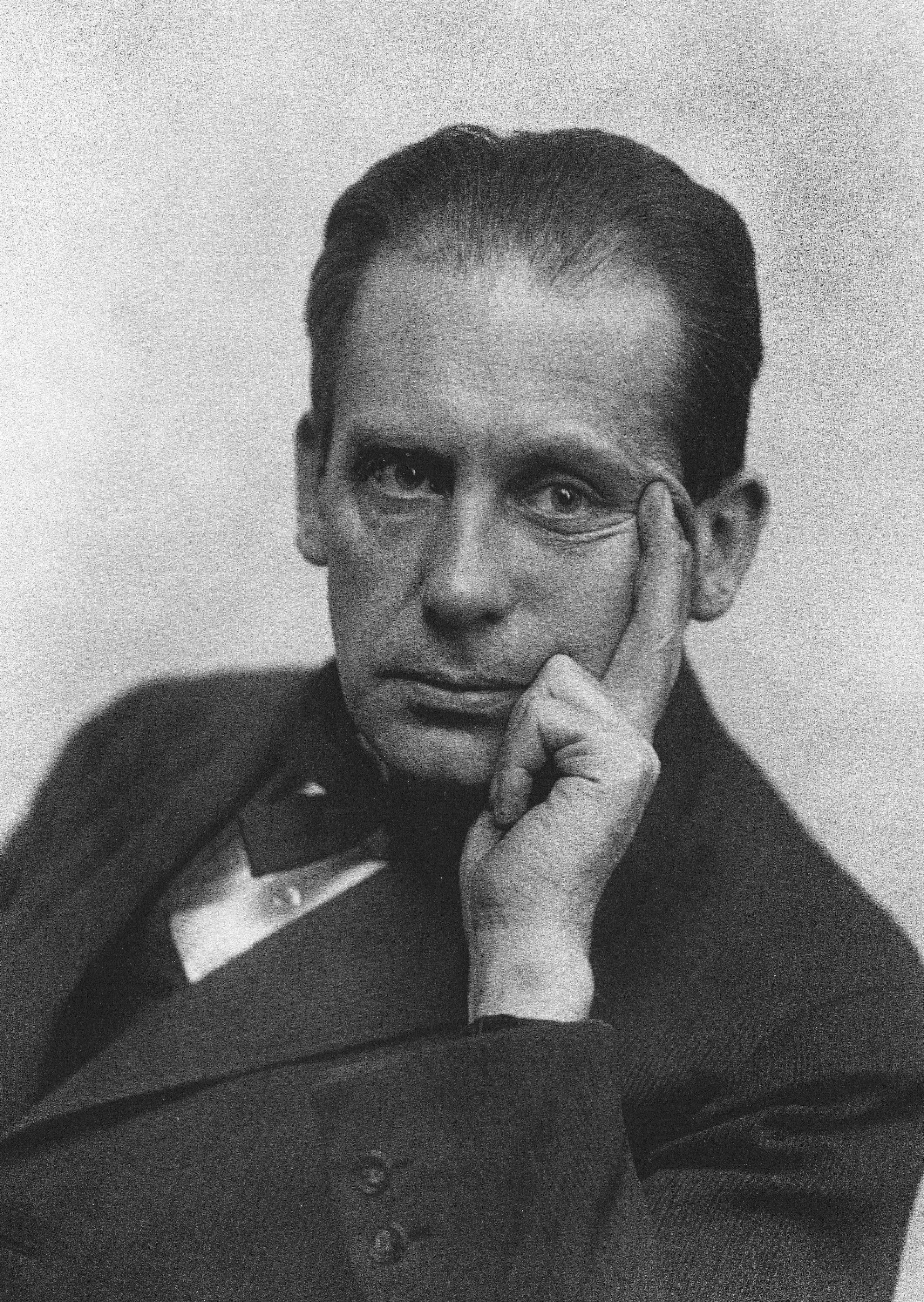
Walter Gropius 1920, Fotograf: Louis Held

Noch während das Verhältnis mit Kokoschka bestand, nahm Alma wieder den Briefkontakt mit Gropius auf. Im Februar 1915 reiste sie in Begleitung von Lilly Lieser nach Berlin, um Gropius aufzusuchen. In ihrem Tagebuch hielt sie fest, dass es ihr erklärtes Ziel sei, sich den „bürgerlichen Musensohn wieder beizubiegen“. Die Wiederbegegnung zwischen den beiden verlief so stürmisch, dass Alma sich nach ihrer Rückkehr nach Wien Sorgen machte, wieder schwanger zu sein. In ihren Briefen an Gropius versicherte sie ihm ihre Liebe und beschwor ihren Wunsch, endlich seine Ehefrau zu werden. Mit Kokoschka endete der Briefverkehr erst im April 1915, als er sich freiwillig zum Frontdienst meldete.
Während Kokoschka und Gropius ihren Militärdienst ableisteten, begann Alma das gesellschaftliche Leben aufzunehmen, das ihren Ruf als künstlerische Muse begründete. Wie von ihrem Elternhaus gewöhnt, empfing sie im Salon ihrer Wiener Wohnung in der Elisabethstraße zahlreiche Kunstschaffende. Gerhart Hauptmann, Julius Bittner, Franz Schreker, Johannes Itten, Richard Specht, Arthur Schnitzler und Siegfried Ochs sowie ihre alten Verehrer Paul Kammerer und Hans Pfitzner verkehrten dort regelmäßig. Gleichzeitig begann sie sich immer mehr als Bewahrerin des musikalischen Erbes ihres verstorbenen Mannes Gustav Mahler darzustellen. Der Schriftsteller Peter Altenberg karikierte die ergriffene Teilnahme der in Trauerkleidung gehüllten Alma an einer Aufführung von Mahlers Kindertotenliedern so treffend als inszeniert, dass Alma auf Rache sann und dafür sowohl Kokoschka als auch Kammerer einspannen wollte. Der Verlag S. Fischer verzichtete in späteren Ausgaben von Altenbergs Sammlung „Fechsung“ darauf, diese Satire weiterhin mit aufzunehmen.

#### Die Ehe mit Gropius
Die Hochzeit von Walter Gropius und Alma fand am 18. August 1915 in Berlin statt. Gropius hatte dafür Sonderurlaub erhalten und musste bereits zwei Tage später wieder an die Front zurückkehren. Kokoschka wurde am 29. August an der Front schwer verwundet. In Wien ging man sogar von seinem Tod aus. Alma reagierte auf die fälschliche Todesnachricht, indem sie aus Kokoschkas Atelier die Briefe holte, die sie ihm geschrieben hatte, und dabei auch Skizzen und Zeichnungen an sich nahm.
Oliver Hilmes bezeichnet in seiner Biografie über Alma Mahler-Werfel die Ehe zwischen Walter Gropius und Alma Mahler als eine von Beginn an zum Scheitern verurteilte Beziehung. Während er bei Gropius vermutet, dass er tatsächlich viel für Alma empfand und mit der Ehe möglicherweise auch versuchte, sein durch den Ersten Weltkrieg aus den Fugen geratenes Leben wieder zu normalisieren, sieht er bei Alma Mahler als Grund für die Eheschließung eine Mischung aus gesellschaftlicher Konvention, innerer Leere und Desorientierung.
Die frisch Verheiratete setzte auch nach der Eheschließung mit Walter Gropius ihr Leben in Wien fort und empfing in ihrem Wiener Salon zahlreiche Musiker, Dirigenten und Künstler, die ihr als Witwe Mahlers die Aufwartung machten. Vom Schriftsteller Albert von Trentini ließ sie sich sogar den Hof machen. Nach wie vor sah sie sich vor allem als Witwe Gustav Mahlers und empfand die Ehe mit Gropius als sozialen Abstieg. Obwohl ihr Nachname nun offiziell Gropius lautete, bezeichnete sie sich gelegentlich als Alma Gropius-Mahler oder Mahler-Gropius. In einem ihrer Briefe an Gropius schrieb sie: „… dass die Thüren der ganzen Welt, die dem Namen Mahler offenstehen, zufliegen vor dem gänzlich unbekannten Namen Gropius.“ Einigen Bekannten wie der Ehefrau von Gerhart Hauptmann teilte sie die Eheschließung erst mit, als man ihre Schwangerschaft nicht mehr übersehen konnte. Und als die Mutter von Gropius sich bei ihrem Sohn offensichtlich beschwerte, dass ihre Schwiegertochter sie nicht besucht habe, als sie anlässlich eines Mahlerkonzerts in Berlin weilte, ließ sie über Gropius ausrichten, dass die Schwiegermutter es rechtzeitig aus den Zeitungen erfahren hätte, hätte sie sich tatsächlich in Berlin aufgehalten.

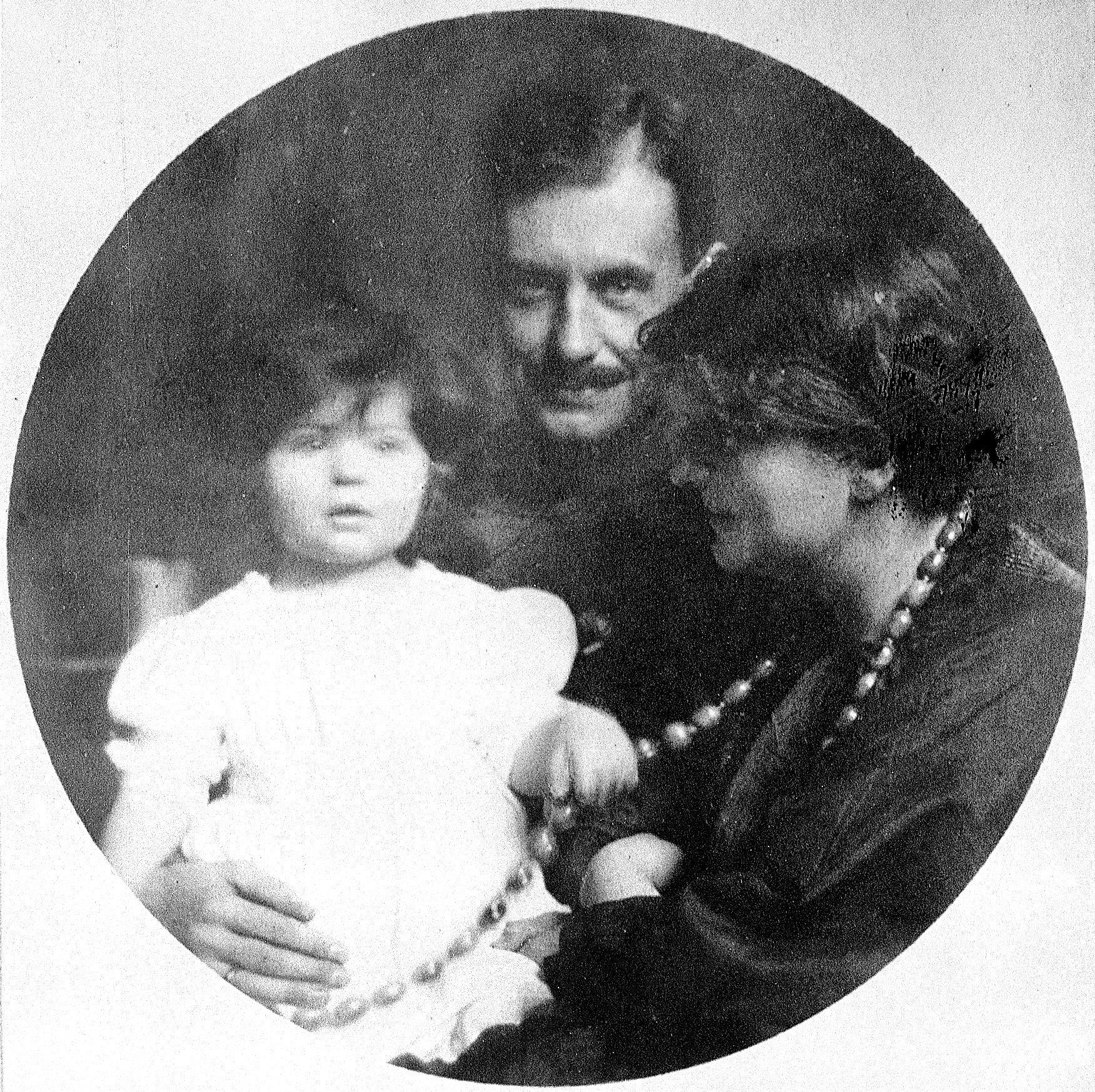
Die Eltern Walter Gropius und Alma Mahler mit ihrer Tochter Manon Gropius (1918)

Gropius kämpfte zu dieser Zeit an der Vogesenfront und war wiederholt in Kämpfe verwickelt. Auch während der Geburt seiner Tochter Manon am 5. Oktober 1916 war er nicht anwesend, schenkte Alma aber Edvard Munchs Gemälde Sommernacht am Strand, gelegentlich auch als Meereslandschaft mit Mond bezeichnet, als Dank für die anstrengende Geburt. Alma Mahler-Gropius’ Briefe lassen nicht darauf schließen, dass sie sich im Klaren darüber war, welchen Gefahren ihr Mann an der Front ausgesetzt war. In ihren Briefen wechseln sich heftige Klagen, Berichte über Belanglosigkeiten und detaillierte erotische Fantasien ab. Schockiert war sie, als ihr Mann als Regimentsadjutant an eine Heeresschule für Nachrichtenwesen versetzt wurde und dort unter anderem für die Ausbildung von Hunden verantwortlich war, die als Sanitäts- und Meldehunde an der Front eingesetzt wurden. In einem ihrer Briefe an ihn nannte sie diese Aufgabe subaltern und unwürdig, hässlich für ihn und sie. „Mein Mann muss erstrangig sein“, schrieb sie ihm.

#### Trennung
Der Schriftsteller Franz Blei brachte am 14. November 1917 den 27-jährigen Franz Werfel zu einer der Abendgesellschaften in Almas Salon mit. Alma hatte zwar zwei Jahre zuvor dessen Gedicht Der Erkennende vertont, war dem bis dahin vor allem als Lyriker bekannten Werfel jedoch noch nicht persönlich begegnet. Sie fand Werfel zunächst physisch wenig attraktiv und störte sich daran, dass er Jude war. Anders als bei Gropius, der sich für Musik wenig interessierte, teilte Werfel Almas Interesse an Musik. Er besuchte sie in den folgenden Wochen häufiger, um gemeinsam mit ihr zu musizieren, und allmählich begann sie sich für ihn zu interessieren. Als Gropius am 15. Dezember anlässlich seines Weihnachtsurlaubs zurückkehrte, reagierte sie ablehnend und kühl auf ihn. Zwischen beiden kam es sehr schnell zu heftigen Auseinandersetzungen. Gropius’ Urlaub endete am 30. Dezember und sie reagierte erleichtert auf seine Abreise.
Das Liebesverhältnis mit Werfel begann vermutlich schon Ende 1917, denn als Alma Mahler-Gropius Anfang 1918 feststellen musste, dass sie schwanger war, war sie davon überzeugt, dass Werfel der Vater sei. Der Sohn Martin Carl Johannes kam am 2. August als Frühgeburt zur Welt.
Gropius, der kurz nach der Geburt Heimaturlaub erhielt, musste feststellen, dass er wohl nicht der Vater des Kindes sei, als er zufällig Ohrenzeuge eines Telefonats zwischen seiner Ehefrau und Werfel wurde. Der Sohn, der an einem Wasserkopf litt, starb am 14. Mai 1919.
Die Ehe zwischen Gropius und Alma Mahler wurde am 16. Oktober 1920 geschieden. Strittig war lange Zeit zwischen den beiden Ehepartnern das Sorgerecht für die gemeinsame Tochter Manon. Nüchtern konstatiert Gropius in einem Brief an seine Noch-Ehefrau, den er ihr am 18. Juli 1919 schrieb:

„Unsere Ehe war niemals eine Ehe. Die Frau fehlte in ihr. Eine kurze Zeit warst Du mir herrliche Geliebte und dann gingst Du fort, ohne die Krankheit meiner Kriegsverdorrung mit Liebe und Milde und Vertrauen überdauern zu können – das wäre eine Ehe gewesen.“

Obwohl das Verhältnis zwischen Werfel und Alma Mahler zu dem Zeitpunkt bereits öffentlich bekannt war, nahm Gropius die Schuld für das Scheitern der Ehe auf sich. In einer theaterreifen Farce ließ er sich in flagranti mit einer Prostituierten in einem Hotelzimmer ertappen, um so eine schnelle Scheidung zu erwirken.

### Franz Werfel

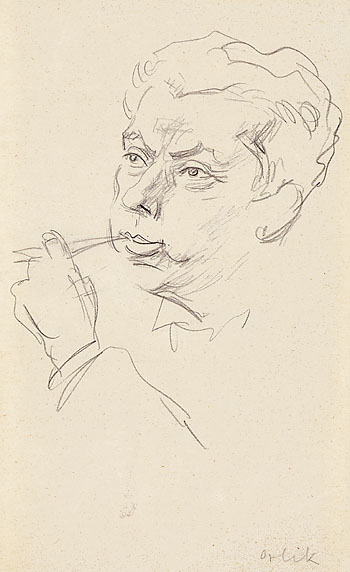
Max Reinhardt, gezeichnet von Emil Orlik – Reinhardt förderte Werfels Arbeit durch Lesungen und Aufführungen

Von 1919 an lebte Alma mit Werfel zusammen. Öffentlich wurde die Beziehung zu dem Schriftsteller, als Max Reinhardt, damals Intendant des Deutschen Theaters in Berlin, Werfel einlud, Mitte April 1920 aus seiner neuen Verstrilogie Spiegelmensch vorzulesen. Für Werfel war dies eine große Auszeichnung. Alma Mahler begleitete den Schriftsteller nach Berlin und war ständig an seiner Seite zu sehen.
Werfel war elf Jahre jünger als seine Lebensgefährtin und zu Beginn ihrer Beziehung ein bekannter expressionistischer Lyriker. Ihm fehlte aber die Energie, als Schriftsteller großer Romane hervorzutreten. Bekannt war er für seine regen Beziehungen zu den Künstlerkreisen Wiens, mit deren Vertretern er nächtelang durch die Bars und Cafés der österreichischen Hauptstadt zog. Durch das Verhältnis mit Alma Mahler änderte sich dies. Werfel selber bezeichnete seine Geliebte und spätere Ehefrau einmal als „Hüterin des Feuers“, die von ihm ein tägliches Zeilenpensum verlangte und ihn unter Druck setzte, seine zahlreichen kreativen Ideen umzusetzen, für deren Realisierung ihm bislang die Energie gefehlt hatte. Als Arbeitsdomizil stellte sie ihm ihr abgelegenes Haus in Breitenstein am Semmering zur Verfügung. War Alma Mahler verreist, fiel Werfel in seine alten Lebensgewohnheiten zurück und zog mit Ernst Polak, Alfred Polgar oder Robert Musil nachts durch Wien.
Anna Mahler, die Tochter aus der ersten Ehe mit Gustav Mahler, hatte bereits siebzehnjährig den Dirigenten Rupert Koller geheiratet, ihn aber wenige Monate später verlassen. 1922 begann sie eine Beziehung zu dem Komponisten Ernst Krenek, der in seinen Erinnerungen Im Atem der Zeit ein kritisches Bild von Alma Mahler zeichnet.
Der einstmals gefeierten Wiener Schönheit begegnete Krenek das erste Mal, als sie Anfang vierzig war. Er bezeichnete Alma Mahler als ein etwas korpulentes „prächtig aufgetakeltes Schlachtschiff“ und schrieb: „Sie war es gewohnt, lange, fließende Gewänder zu tragen, um ihre Beine nicht zu zeigen, die vielleicht ein weniger bemerkenswertes Detail ihres Körperbaus waren. Ihr Stil war der von Wagners Brünhilde, transportiert in die Atmosphäre der Fledermaus.“
Beeindruckt war Krenek dagegen von ihrer aus seiner Sicht unerschöpflichen und scheinbar unzerstörbaren Vitalität. Essen und Trinken stellten, wie er fand, die Grundelemente ihres Vorgehens dar, um Menschen an sich zu binden. Nur selten sei er mit ihr zusammengetroffen, ohne „raffinierte, komplizierte und sichtlich teure Speisen und vor allem reichlich schwere Getränke“ serviert bekommen zu haben. Irritiert war er dagegen über die sexuell aufgeladene Atmosphäre im Hause Mahler-Werfel: „Sex war das Hauptgesprächsthema, und meistens wurden lärmend die sexuellen Gewohnheiten von Freunden und Feinden analysiert, wobei Werfel eine ernste und intellektuelle Note einzubringen versuchte, indem er sich feierlich über die Weltrevolution verbreitete.“

#### Geldbeschaffung
Anfang der 1920er-Jahre erwarb Alma Mahler zusätzlich zu der Wohnung in der Wiener Elisabethstraße und dem Haus auf dem Semmering einen dritten Wohnsitz. Es war ein kleiner, zweistöckiger Palazzo unweit der Frarikirche in Venedig. Von Gustav Mahlers Vermögen war jedoch kaum etwas übrig geblieben, da sie einen großen Teil davon 1914 in Kriegsanleihen angelegt hatte. Der verbleibende Rest wurde von der Inflation in den 1920er-Jahren aufgezehrt. Da Mahlers Sinfonien außerdem in diesen Jahren nur gelegentlich gespielt wurden, waren auch die Tantiemeneinnahmen gering. Der üppige Lebensstil, den sie zu Beginn der 1920er-Jahre führte, war daraus nicht zu finanzieren.
Um Geld zu beschaffen, beauftragte Alma Mahler unter anderem ihren Schwiegersohn Ernst Krenek damit, das Fragment von Gustav Mahlers 10. Sinfonie in ein abgeschlossenes Werk zu transkribieren. Krenek lehnte dies auf Grund seines Respekts vor dem Werk Mahlers ab, edierte jedoch die fast vollständig vorliegenden Sätze Adagio und Purgatorio, die am 12. Oktober 1924 unter Leitung von Franz Schalk in der Wiener Staatsoper uraufgeführt wurden. Almas Freund Willem Mengelberg brachte diese Sinfoniebruchstücke in Amsterdam und New York zur Aufführung, und Alma Mahler legte Wert darauf, die jeweiligen Tantiemen in US-Dollar zu erhalten.
Parallel zu der Uraufführung in Wien ließ Alma Mahler über den neugegründeten Paul Zsolnay Verlag, mit dessen Besitzerfamilie sie befreundet war, eine von ihr edierte Sammlung von Mahler-Briefen herausgeben sowie ein Faksimile der 10. Sinfonie veröffentlichen. Letzteres ist bis heute immer wieder kritisiert worden. Mahler hatte an der Sinfonie noch auf seinem Totenbett gearbeitet und die Notenblätter tragen zahlreiche sehr persönliche Notizen, die unter anderem auch seine Verzweiflung über den Seitensprung seiner Ehefrau mit Gropius widerspiegeln („Für dich leben, für dich sterben! Almschi!“). Neben Krenek hatte auch Bruno Walter Alma Mahler von der posthumen Veröffentlichung unter anderem auch deshalb abgeraten.

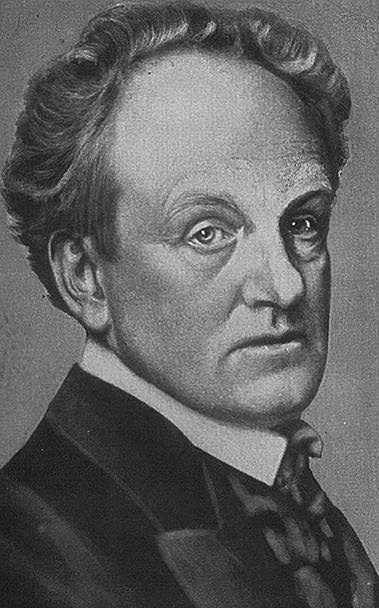
Gerhart Hauptmann war ein Freund des Ehepaars Werfel und Verehrer Alma Mahlers

Zum Großverdiener im Hause Mahler-Werfel wurde jedoch Franz Werfel herangezogen. Sein 1923 veröffentlichtes Trauerspiel Schweiger wurde zwar von den Kritikern abgelehnt und auch Freunde Werfels, wie etwa Franz Kafka, standen dem Stück ablehnend gegenüber. Aber sowohl die Uraufführung in Prag als auch die deutsche Erstaufführung in Stuttgart waren ein großer Publikumserfolg. Im April 1924 erschien der erste Roman Werfels im Zsolnay Verlag und begründete seinen Ruhm als Romanschriftsteller. Verdi – Roman der Oper wurde innerhalb weniger Monate 20.000 Mal verkauft. Alma Mahler hatte Werfel in der Arbeit wesentlich unterstützt und seine Arbeiten kritisch begleitet. Wie Alma Mahlers zeitweiliger Schwiegersohn Ernst Krenek kritisch anmerkte, war ihr wohl klar, dass mit einem Roman mehr Geld zu verdienen sei als mit den Gedichten, Dramen und Novellen, die Werfel bislang veröffentlicht hatte:

„Mit wahrhaft bewundernswertem Weitblick muss sie Franz Werfels Potential für das erkannt haben, was sie aus ihm machen wollte, und mit ebenso erstaunlicher Energie beschloß sie, sich auf ihre Geisteskräfte zu verlassen, um den gewünschten Wandel herbeizuführen … Ich erinnere mich nicht, ob es während meines ersten oder zweiten Sommers in Breitenstein war, daß er seinen Verdi-Roman fertigstellte. … Alma machte ihre wohlüberlegten Bemerkungen, die darauf hinausliefen, dass das Buch so gut sein müsse, wie nur irgendeiner von ‚diesen Klassikern‘, sich aber zugleich zum Verkauf an den Zeitungsständern der Bahnhöfe eignen solle. Und Werfel erwies sich als fabelhaft anpassungsfähig. Dahin waren die himmelsstürmerischen Bemühungen des Expressionisten …“

Diese Geldbeschaffungsmaßnahmen erwiesen sich sehr schnell als erfolgreich. Bereits 1925 konnte sie Alban Berg bei der Drucklegung seiner Oper Wozzeck finanziell unterstützen. Alban Berg widmete ihr aus Dankbarkeit diese Oper.
1926 wurde Werfel von der Österreichischen Akademie der Wissenschaften mit dem Grillparzer-Preis ausgezeichnet und Max Reinhardt führte in Berlin mit großem Erfolg sein Stück Juarez und Maximilian am Deutschen Theater in Berlin auf. 1929, als Alma Mahler dem Drängen von Werfel endlich nachgab und mit ihm am 6. Juli die Ehe schloss, war Werfel ein arrivierter Schriftsteller, der zu den meistgelesenen der deutschen Sprache zählte.

#### Eheschließung und Ehekrisen mit Werfel
Alma Mahler und Franz Werfel heirateten 1929, obwohl bereits in den zwanziger Jahren immer wieder massive Krisen in ihrer Beziehung aufgetreten waren. Bereits am 22. Jänner 1924 hatte Alma Mahler in ihrem Tagebuch festgehalten: „Ich liebe ihn nicht mehr. Mein Leben hängt innerlich nicht mehr mit dem seinen zusammen. Er ist wieder zusammengeschrumpft zu dem kleinen, hässlichen, verfetteten Juden des ersten Eindrucks.“
Solche Tagebucheintragungen sind für die emotionale Unausgeglichenheit Alma Mahlers nicht untypisch und mögen wenige Tage später nicht mehr die Bedeutung gehabt haben, die in ihnen anklingt. Oliver Hilmes vermutet in der Eheschließung auch eine Reaktion Alma Mahlers auf ihr zunehmendes Alter und ihren körperlichen Verfall, den sie gleichfalls in ihren Tagebüchern mehrfach anspricht. Sie hatte seit ihrer Jugend nicht mehr allein gelebt und mag Sorge gehabt haben, keinen adäquaten Lebenspartner mehr zu finden. Typisch für die Ehejahre bis zur Emigration im Jahre 1938 ist jedoch ein allmähliches Auseinanderdriften der beiden Lebenspartner. Beide verbrachten lange Zeiten getrennt. Alma Mahler entzog sich vor allem Treffen mit Werfels Familie, indem sie allein nach Venedig reiste, und Franz Werfel verbrachte viel Zeit im Haus auf dem Semmering oder in Santa Margherita Ligure in der Provinz Genua, um dort, in einem Hotel lebend, an seinen Romanen weiterzuarbeiten. Dazu mag allerdings auch beigetragen haben, dass Franz Werfel sich in der pompösen Villa, die Alma Mahler 1931 in Wiens Nobelviertel Hohe Warte erworben hatte, nicht wohl fühlte. Zu der wachsenden Kluft zwischen den beiden Partnern trugen auch die unterschiedlichen politischen Meinungen bei.
Im Klima zunehmender politischer Radikalisierung verstärkte sich der bei Alma Mahler schon immer vorhandene Antisemitismus weiter. Sie hatte es zur Bedingung gemacht, dass Werfel vor der Hochzeit aus der jüdischen Religionsgemeinschaft austreten müsse. Werfel war diesem Wunsch gefolgt, trat jedoch wenige Monate später, nämlich am 5. November 1929, ohne Wissen Almas wieder zum Judentum über. Elias Canetti, der als Verehrer der Mahler-Tochter Anna in der Villa auf der Hohen Warte verkehrte, erzählt in seiner Autobiografie Das Augenspiel, wie Alma Mahler selbst Gustav Mahler verächtlich als „kleinen Juden“ bezeichnete. Den deutschen Nationalsozialisten stand Alma Mahler positiv gegenüber. Die politischen Auseinandersetzungen nahm sie nicht als Kampf zwischen politischen Ideologien wahr, sondern als Auseinandersetzungen zwischen Juden und Christen. Im Österreichischen Bürgerkrieg nach der Parlamentsausschaltung durch Engelbert Dollfuß im Jahre 1934 stand sie aber eindeutig auf der Seite der Austrofaschisten. Der Spanische Bürgerkrieg war ein weiterer Streitpunkt zwischen den Ehepartnern. Alma Mahler-Werfel vertrat die Seite der Franquisten, während Franz Werfel sich auf die republikanische Seite stellte.
In der Wiener Villa verkehrten seit Anfang der 1930er-Jahre zunehmend Gäste, die Alma Mahler-Werfels politischer Richtung entsprachen. Neben Kurt von Schuschnigg verkehrten dort der frühere Bundeskanzler Rudolf Ramek und der Leiter des österreichischen Kriegsarchivs Edmund Glaise von Horstenau. Der engen Freundschaft, die sich Anfang der 1930er-Jahre zwischen dem österreichischen Politiker Anton Rintelen und Alma Mahler-Werfel entwickelte, stand Franz Werfel, der sich noch 1918 für die Idee des Kommunismus eingesetzt hatte, verständnislos gegenüber. Daneben verkehrten in ihrem Haus bekannte Kirchenvertreter, wie der Domorganist Karl Josef Walter und der Kirchenmusikreferent Franz Andreas Weißenbäck. In den 37-jährigen Theologieprofessor und Ordenspriester Johannes Hollnsteiner, Beichtvater Schuschniggs, der in Hitler eine Art neuen Luther sah, verliebte sich die Fünfzigjährige und zwischen den beiden kam es zu einer Affäre. Um die Entdeckung der Liaison zu vermeiden, mietete Alma Mahler-Werfel sogar eine kleine Wohnung, um sich dort möglichst unentdeckt mit ihm treffen zu können. Franz Werfel kam zu dem Zeitpunkt dahinter, als man seine Bücher in Deutschland in der von Joseph Goebbels angeordneten Aktion wider den undeutschen Geist verbrannte.
1935 starb im Alter von nur 18 Jahren Manon Gropius, Alma Mahler-Werfels Tochter mit Walter Gropius, an Kinderlähmung. Alma Mahler-Werfel hatte die auch von anderen Zeitgenossen verbürgte Anmut und Schönheit des jungen Mädchens auf die Tatsache zurückgeführt, dass sie dieses Kind als einziges mit einem „Arier“ gezeugt habe. Claire Goll gegenüber bezeichnete sie ihre anderen Kinder später einmal verächtlich als „Mischlinge“. Die Beerdigung der jungen Manon Gropius war in Wien ein gesellschaftliches Großereignis. Johannes Hollnsteiner, der Geliebte der Mutter, hielt die Leichenrede, in der er vom Heimgang eines Engels sprach. Alban Berg widmete ihr sein Konzert für Violine und Orchester, das er Dem Andenken eines Engels nannte. Ludwig Karpath schrieb in seinem Nekrolog in der Wiener Sonn- und Montags-Zeitung von einem wunderbaren Geschöpf an Reinheit und Keuschheit der Empfindung.
Werfels politische Haltung in diesen Jahren ist teilweise schwierig zu deuten. Politische Naivität, persönliche Verpflichtungen und der Einfluss seiner Frau mögen eine Rolle dabei gespielt haben, wenn der von den Nationalsozialisten in Deutschland längst verbotene Schriftsteller gemeinsam mit dem Ehepaar Schuschnigg und seiner Frau 1935 in einer von Benito Mussolini zur Verfügung gestellten Limousine Ausflüge unternahm. Als Kurt von Schuschniggs Ehefrau bei einem Autounfall 1935 ums Leben kam, schrieb Werfel ihren Nachruf, in dem er Schuschnigg als außerordentlichen Menschen bezeichnete.
Anders als im nationalsozialistischen Deutschland waren Juden in Österreich nicht vom öffentlichen Leben ausgeschlossen. Der österreichische Ständestaat zeigte sich aber gerade in Abgrenzung zum nationalsozialistischen Deutschland als tolerant und weltoffen. Gustav Mahlers 25. Todestag beging man zwischen dem 26. April und dem 24. Mai 1936 feierlich, indem die Wiener Philharmoniker und die Wiener Symphoniker eine Reihe seiner Werke aufführten und Bruno Walter – wie Mahler gleichfalls Jude – dirigierte. Alma Mahler-Werfel lud zu den Veranstaltungen, die laut Programmzettel unter dem Ehrenschutze des Herrn Bundeskanzlers Dr. Kurt v. Schuschnigg stattfanden, auch das diplomatische Corps der Niederlande, Schwedens, Belgiens, Polens, Ungarns und Frankreichs ein. 1937 wurde Franz Werfel mit dem „Österreichischen Verdienstkreuz für Kunst und Wissenschaft“ ausgezeichnet.

#### Emigration
Die Villa auf der Hohen Warte, in der Manon Gropius gestorben war, wurde von Alma Mahler-Werfel zunehmend als Unglückshaus empfunden. Franz Werfel wohnte nur noch selten dort und zog es vor – vielleicht auch wegen des hohen Alkoholkonsums seiner Frau –, in Hotelzimmern außerhalb von Wien zu arbeiten. Alma Mahler wollte daher die Villa vermieten. Am 12. Juni 1937 gab sie ein letztes Abschiedsfest in der Villa mit den 20 Räumen, bei der erneut ein großer Teil der Wiener Gesellschaft und vor allem viele Kulturschaffende anwesend waren. Unter den Gästen befanden sich neben Bruno Walter und Almas erstem Geliebten Alexander von Zemlinsky Künstler wie Ida Roland, Carl Zuckmayer, Egon Wellesz, Ödön von Horváth, Siegfried Trebitsch, Arnold Rosé, Karl Schönherr und Franz Theodor Csokor.

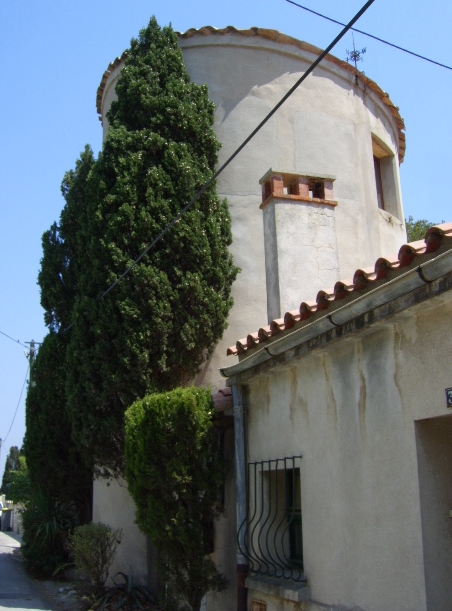
Moulin Gris, der Wohnturm von Franz Werfel und Alma Mahler in Sanary-sur-Mer

Obwohl sich die Beziehung zwischen Franz Werfel und Alma Mahler-Werfel noch nicht wieder gefestigt hatte, brachen sie am 29. Dezember 1937 zu einer Reise auf, die sie zunächst nach Mailand und dann über Neapel auf die Insel Capri führte. Dort erfuhren sie, dass der Bundeskanzler Kurt von Schuschnigg am 12. Februar 1938 das sogenannte Berchtesgadener Abkommen unterzeichnet hatte, das – für das Ehepaar wahrscheinlich zu dem Zeitpunkt noch nicht völlig absehbar – das Ende Österreichs als selbstständigem Staat einleitete. Ende Februar reiste Alma Mahler-Werfel allein und inkognito nach Wien zurück, wo sie alle Bankkonten auflöste und das Geld durch die langjährige Vertraute Ida Gebauer in einem Geldgürtel in die Schweiz schmuggeln ließ.
Ida Gebauer half auch eine wertvolle Bruckner-Partitur ins Ausland zu schmuggeln, die Alma Mahler-Werfel später an die Nationalsozialisten zu verkaufen versuchte.
Am 12. März 1938, dem Tag, an dem der so genannte Anschluss Österreichs an das Deutsche Reich vollzogen wurde, verabschiedete sie sich von ihrer Mutter und reiste gemeinsam mit ihrer Tochter, die als „Halbjüdin“ nun bedroht war, über Prag und Budapest nach Mailand, wo Franz Werfel auf sie wartete.
Die Spannungen zwischen den beiden Ehepartnern hielten an. In ihrem Tagebuch schrieb Alma Mahler-Werfel von zwei Menschen, die nach zwanzig Jahren Zusammensein zwei unterschiedliche Sprachen sprechen und deren „Rassenfremdheit“ unüberbrückbar war. Werfels Sorge um seine Familie fand sie übertrieben. Trotzdem ließen sich beide gemeinsam in dem südfranzösischen Fischerdorf Sanary-sur-Mer unweit von Marseille nieder, wo sich bis 1940 auch andere deutsche Emigranten wie Thomas und Heinrich Mann, Lion Feuchtwanger, Bertolt Brecht, Ludwig Marcuse, Franz Hessel und Ernst Bloch zeitweise aufhielten. Zumindest zu diesem Zeitpunkt erwog Alma Mahler-Werfel die Scheidung von Werfel und ließ über das Reichspropagandaamt vorfühlen, ob sie in Österreich willkommen sei. Warum sie sich letztlich doch entschied, ihrem Mann in das Exil in die Vereinigten Staaten zu folgen, lässt sich nicht mehr nachvollziehen. Ihr Biograf Hilmes vermutet Einsamkeitsängste der mittlerweile fast 60-Jährigen.
Die Emigration in die Vereinigten Staaten gestaltete sich sehr schwierig. Als sie Sanary-sur-Mer im Juni 1940 verließen, hatte die Wehrmacht bereits Paris besetzt. Das Ehepaar Mahler-Werfel besaß keine Visa für die Ausreise in die Vereinigten Staaten und musste unter anderem im Wallfahrtsort Lourdes fünf Wochen warten, um eine Reisegenehmigung bis nach Marseille zu erhalten. In Marseille trafen sie auf Heinrich Mann, seine Frau Nelly und seinen Neffen Golo Mann, mit denen sie bis zu ihrer Ankunft in den Vereinigten Staaten zusammenblieben. Dass ihnen die Ausreise gelang, verdankten sie dem amerikanischen Journalisten und Quäker Varian Fry. Fry gehörte dem Emergency Rescue Committee an, das vor allem Intellektuelle bei ihrer Flucht aus Frankreich unterstützte. Er brachte die fünfköpfige Gruppe zur französisch-spanischen Grenze. Dort mussten sie zu Fuß einen Gebirgszug überqueren, was vor allem den fast 70-jährigen Heinrich Mann und den übergewichtigen Franz Werfel an ihre physische Leistungsgrenze brachte.
Varian Fry brachte anschließend das Gepäck in zwölf Koffern mit der Bahn nach Spanien. In Barcelona organisierte er Flugtickets von Madrid nach Lissabon. Die Flüchtlinge reisten mit der Bahn nach Madrid und mit dem Flugzeug weiter nach Lissabon. Von dort setzten sie mit dem griechischen Ozeandampfer Nea Hellas nach New York über. Am 13. Oktober 1940 kamen sie dort an.

#### Exil in Kalifornien
Das Ehepaar Mahler-Werfel ließ sich in Los Angeles nieder, wo zahlreiche deutsche und österreichische Emigranten lebten. Neben Thomas Mann, Max Reinhardt, Alfred Döblin, Arnold Schönberg und Erich Wolfgang Korngold lebte hier unter anderem Friedrich Torberg, der über die kommenden Jahre ein besonders enges Verhältnis sowohl zu Franz Werfel als auch zu Alma Mahler-Werfel entwickelte.

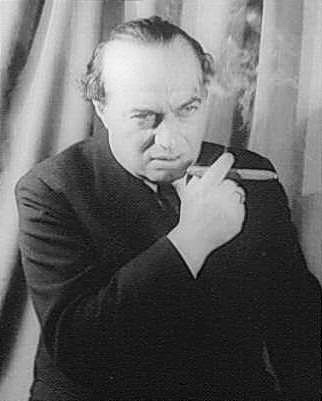
Franz Werfel im Dezember 1940, fotografiert von Carl Van Vechten

Ihre finanziellen Mittel waren ausreichend, um sich zunächst in einem Villenviertel oberhalb der Stadt niederzulassen und einen Hausangestellten zu engagieren, der gleichzeitig als Kammerdiener für Werfel sowie als Chauffeur und Gärtner fungierte. Ähnlich wie in Europa verkehrten auch in Los Angeles viele Persönlichkeiten des Kulturlebens in ihrem Haus. Insbesondere Thomas Mann und seine Frau Katia waren regelmäßig Gäste. Werfel arbeitete in dieser Zeit intensiv an seinem Roman über Bernadette Soubirous. Dabei unterstützte ihn als Sekretär Albrecht Joseph, der ein für das Zusammenleben von Werfel und Alma Mahler-Werfel bezeichnendes Erlebnis berichtete:

„Man stritt sich über die Nachrichten, die wie immer ziemlich schlecht waren. Alma vertrat den Standpunkt, dass es gar nicht anders sein könnte, da die Alliierten – Amerika war noch nicht in den Krieg eingetreten – degenerierte Schwächlinge wären, und die Deutschen, inklusive Hitler, Supermänner. Werfel ließ diesen Unsinn nicht gelten, aber Alma gab nicht nach. Der sinnlose Streit dauerte ungefähr zehn Minuten, dann klopfte Werfel mir auf die Schulter und sagte: ‚Lass uns nach unten gehen und arbeiten.‘ Mitten auf der engen Wendeltreppe blieb er stehen, drehte sich zu mir und sagte: ‚Was soll man mit so einer Frau nur machen?‘ Er schüttelte den Kopf: ‚Man darf nicht vergessen, dass sie eine alte Frau ist.‘“

Werfels auf ein Gelübde zurückgehender Roman Das Lied von Bernadette über Bernadette Soubirous wurde zu einem US-Bestseller, von dem innerhalb weniger Monate 400.000 Exemplare verkauft wurden. Twentieth Century Fox erwarb die Filmrechte. Rezensionen erschienen in zahlreichen US-Tageszeitungen, und Radio-Interviews mit Werfel wurden landesweit ausgestrahlt.
Die mit dem schriftstellerischen Erfolg einhergehende Verbesserung ihrer finanziellen Lage ermöglichte dem Ehepaar, in Beverly Hills eine komfortablere Villa zu erwerben. Zum Schreiben zog sich Werfel allerdings nach Santa Barbara zurück. Oliver Hilmes vermutet, dass nur diese räumliche Trennung es dem Ehepaar ermöglichte, trotz großer Differenzen immer wieder zusammenzufinden und ihre Beziehung über 25 Jahre stabil zu halten.
Unweit der neuen Villa lebten nicht nur Friedrich Torberg, sondern auch Ernst Deutsch, ein Jugendfreund Werfels, das Ehepaar Schönberg sowie das Ehepaar Feuchtwanger. Erich Maria Remarque wurde dort zu Alma Mahler-Werfels neuem Zechkumpan, der ihr nach der ersten durchfeierten Nacht eine Flasche russischen Wodka in einen riesigen Blumenstrauß gehüllt schenkte.
Franz Werfel erlitt in der Nacht des 13. September 1943 einen schweren Herzinfarkt, von dem er sich erst in der ersten Jahreshälfte 1944 langsam erholte. Zum Gefolge des Ehepaars zählte nun auch ein von Alma Mahler-Werfel engagierter Leibarzt. Im Sommer 1945, Werfel hatte gerade seinen utopischen Roman Stern der Ungeborenen vollendet, verschlechterte sich sein Gesundheitszustand jedoch wieder. Am 26. August 1945 erlag er einem weiteren schweren Herzinfarkt. Bei der Trauerfeier am 29. August übernahmen Bruno Walter und die Sängerin Lotte Lehmann die musikalische Gestaltung. Alma Mahler-Werfel selbst nahm nicht an der Beisetzung teil. Die Trauerrede hielt der Pater Georg Moenius, mit dem sich Werfel während seiner Arbeit an Das Lied von Bernadette über theologische Fragen ausgetauscht hatte. Er ging in seiner Rede auf die Taufriten der katholischen Kirche ein, was zu Spekulationen geführt hat, dass Alma Mahler-Werfel an Werfel noch die Begierdetaufe vollzogen habe, als sie ihren sterbenden Mann fand. Werfel hatte zwar generell Sympathien gegenüber dem katholischen Glauben bekundet, sich aber mehrfach zum Judentum bekannt und unter anderem 1942 in einem Brief an den Erzbischof von New Orleans festgehalten, dass es ihm angesichts der Judenverfolgung widerstrebe, „mich in dieser Stunde aus den Reihen der Verfolgten fortzuschleichen“.

### Witwe
Als La grande veuve, als die große Witwe Gustav Mahlers und Franz Werfels, bezeichnete Thomas Mann Alma Mahler-Werfel in ihren folgenden Lebensjahren. Boshafter fiel das Urteil von Claire Goll über die Witwe aus, die nach Golls Meinung nach Werfels Tod ihr Auge auf Bruno Walter geworfen hatte. Sie verglich Alma Mahler, deren Figur ihre Vorliebe für Champagner und Bénédictine nicht bekommen war, mit einer auseinanderquellenden Germania und schrieb über sie:

„Um ihre welkenden Reize aufzufrischen, trug sie gigantische Hüte mit Straußenfedern; man wußte nicht, ob sie als Trauerpferd vor einem Leichenwagen oder als neuer d’Artagnan aufzutreten wünschte. Dazu war sie gepudert, geschminkt, parfümiert und volltrunken. Diese aufgequollene Walküre trank wie ein Loch.“

Ihre alte Heimatstadt Wien besuchte Alma Mahler-Werfel nur noch einmal kurz im Jahre 1947. Ihre Mutter war im Herbst 1938 gestorben; ihr Stiefvater Carl Moll, ihre Halbschwester Maria und deren Mann Richard Eberstaller, 1926–1938 Präsident des ÖFB, die beide langjährige NSDAP-Mitglieder gewesen waren, hatten im April 1945 Selbstmord begangen. Bei ihrem Besuch ging es ihr überwiegend um die Regelung von Vermögensfragen. Mit dem österreichischen Staat verwickelte sie sich in Restitutionsauseinandersetzungen um Edvard Munchs Gemälde Sommernacht am Strand, das ihr Walter Gropius einst anlässlich der Geburt ihrer gemeinsamen Tochter geschenkt hatte und das Carl Moll nach Alma Mahler-Werfels Emigration in die Vereinigten Staaten im April 1940 an die heutige Österreichische Galerie Belvedere verkauft hatte. Bis in die 1960er-Jahre bemühte sie sich um die Herausgabe des Bildes.  Das Gemälde wurde erst am 9. Mai 2007 an Almas Enkelin Marina Fistoulari-Mahler zurückgegeben.

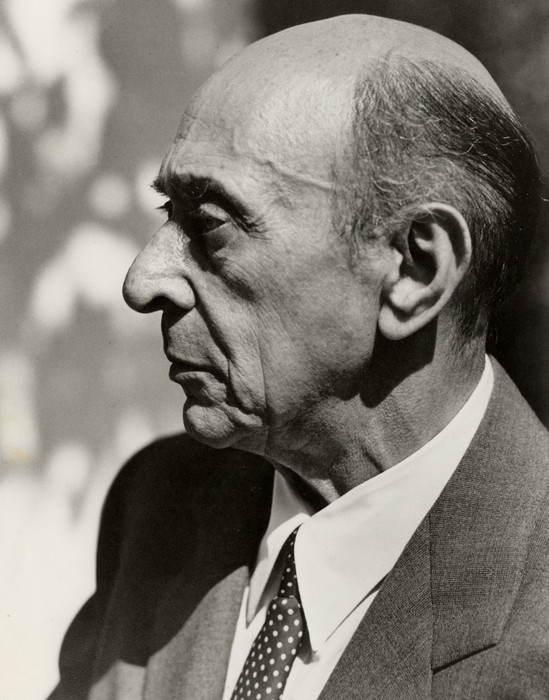
Arnold Schönberg; zum 70. Geburtstag von Alma Mahler-Werfel komponierte er für sie einen Geburtstagskanon

Zu ihrem 70. Geburtstag erhielt Alma Mahler-Werfel ein ungewöhnliches Geschenk, das auch dokumentiert, wie sehr sie der Kulturszene verbunden war. Ein befreundetes Ehepaar hatte Monate vor dem Geburtstag Bekannte und Freunde von Alma Mahler-Werfel angeschrieben und sie gebeten, jeweils ein Blatt Papier zu gestalten. Zu den 77 Gratulanten, die auf diese Weise ihre Glückwünsche überbrachten, zählten unter anderen ihr ehemaliger Ehemann Walter Gropius, Oskar Kokoschka, Heinrich und Thomas Mann, Carl Zuckmayer, Franz Theodor Csokor, Lion Feuchtwanger, Fritz von Unruh, Willy Haas, Benjamin Britten, ihr ehemaliger Schwiegersohn Ernst Krenek, Darius Milhaud, Igor Strawinsky, Ernst Toch, die Dirigenten Erich Kleiber, Eugene Ormandy, Fritz Stiedry, Leopold Stokowski sowie der ehemalige österreichische Bundeskanzler Kurt von Schuschnigg.
Arnold Schönberg, der wegen eines vorherigen Zerwürfnisses mit Alma Mahler-Werfel nicht eingeladen worden war, sich an dem Buch zu beteiligen, widmete ihr einen Geburtstagskanon mit dem Text: „Gravitationszentrum eigenen Sonnensystems, von strahlenden Satelliten umkreist, so stellt dem Bewunderer dein Leben sich dar.“

#### Autobiographie
1951 übersiedelte Alma Mahler-Werfel nach New York, wo sie vier kleine Eigentumswohnungen in einem Haus in der Upper East Side (120 East 73rd Street) erworben hatte. Sie lebte selbst in der dritten Etage und nutzte eine Wohnung als Wohnraum, die zweite als Schlafraum. Die in der Etage darüber liegenden zwei Wohnungen wurden von August Hess, dem ehemaligen Kammerdiener Werfels, und von ihren Gästen genutzt.
Seit längerer Zeit arbeitete sie bereits an einer Autobiographie, die auf ihren Tagebüchern basierte. Zunächst wurde sie von dem Ghostwriter Paul Frischauer unterstützt, mit dem sie sich aber bereits 1947 zerstritt, als er ihre zahlreichen antisemitischen Ausfälle monierte. In den 1950er-Jahren arbeitete sie mit E. B. Ashton zusammen. Auch er sah wegen ihrer antisemitischen Äußerungen und den zahlreichen Angriffen auf noch lebende Personen die Notwendigkeit, die Tagebücher zu zensurieren. 1958 erschien in englischer Sprache And the Bridge Is Love.
Die Reaktionen auf diese englische Ausgabe waren verhalten. Insbesondere reagierte Walter Gropius auf die Darstellung ihrer frühen Liebesbeziehung und Ehe gereizt. Die Reaktionen anderer Freunde und Bekannten, wie etwa Paul Zsolnay, machten Alma Mahler-Werfel deutlich, dass eine deutschsprachige Ausgabe, über die bereits nachgedacht worden war, entsprechend verändert werden müsste. Willy Haas wurde die Aufgabe übertragen, eine Fassung für den deutschsprachigen Markt vorzubereiten und dabei den ursprünglichen Text weiter zu glätten. Er schrieb ihr: „Lasse bitte die ganze Judenfrage in der Versenkung verschwinden.“ Bereits die vorherigen Ghostwriter hatten ihr nahegelegt, die antisemitischen Äußerungen zu streichen. Die Reaktionen auf die englische Ausgabe ließen sie umdenken.
Die deutschsprachige Veröffentlichung Mein Leben fand nicht die von ihr erwartete positive Aufnahme. Das Buch galt als „schlüpfrig“, zweideutig, widersprüchlich und reizte in seiner ichbezogenen Darstellungsweise zur Karikatur. Langjährige Wegbegleiter wie Carl Zuckmayer und Thomas Mann hatten sich bereits nach der Veröffentlichung der englischen Version von ihr zurückgezogen.
Zuckmayer schrieb nach ihrem Tod:

„[Sie ist mir], bei allem Spass, den man an der Buntheit, Farbigkeit, Lebensbegabung, sogar an der Hemmungslosigkeit und Gewalttätigkeit dieser Natur haben konnte, durch dieses allzu hemmungslose Memoirenbuch, (dem allerdings etwas Gigantisches, nämlich an Taktlosigkeit und Verfälschungen, innewohnt), recht zuwider geworden …“

Scharf fällt auch das Urteil ihrer Biographin Astrid Seele aus:

„Ihre autobiographisch behauptete Identifikation mit ihrer Musenrolle stellt nur einen letzten verzweifelten Versuch dar, selbst an ihre ganz persönliche Lebenslüge zu glauben und damit ihr Leben vor sich selbst zu rechtfertigen.“

Der Wiener Autor und Kritiker Hans Weigel parodierte das Buch in seinem Text „Via Mahler“, in dem er Alma Affären mit Bismarck, Hemingway, Hauptmann, Picasso, Chaplin, Eiffel und Stravinsky unterschob. Die Satire gipfelt in einer Passage über Toni Sailer:

„Toni Sailer kam zu mir ins Hotel und barg den Kopf an meiner Brust. Er verlangte einen Kuss. Ich streichelte ihn. Was sollte ich tun? Toni schluchzte: ‚Wie soll ich morgen beim Slalom starten?‘ Ich küsste ihn. Am nächsten Tag gewann er die Weltmeisterschaft. Sailer ist ein schöner Mensch, innerlich und äußerlich. Ich bin ihm sehr dankbar dafür, dass ich ihm helfen durfte.“

#### Tod

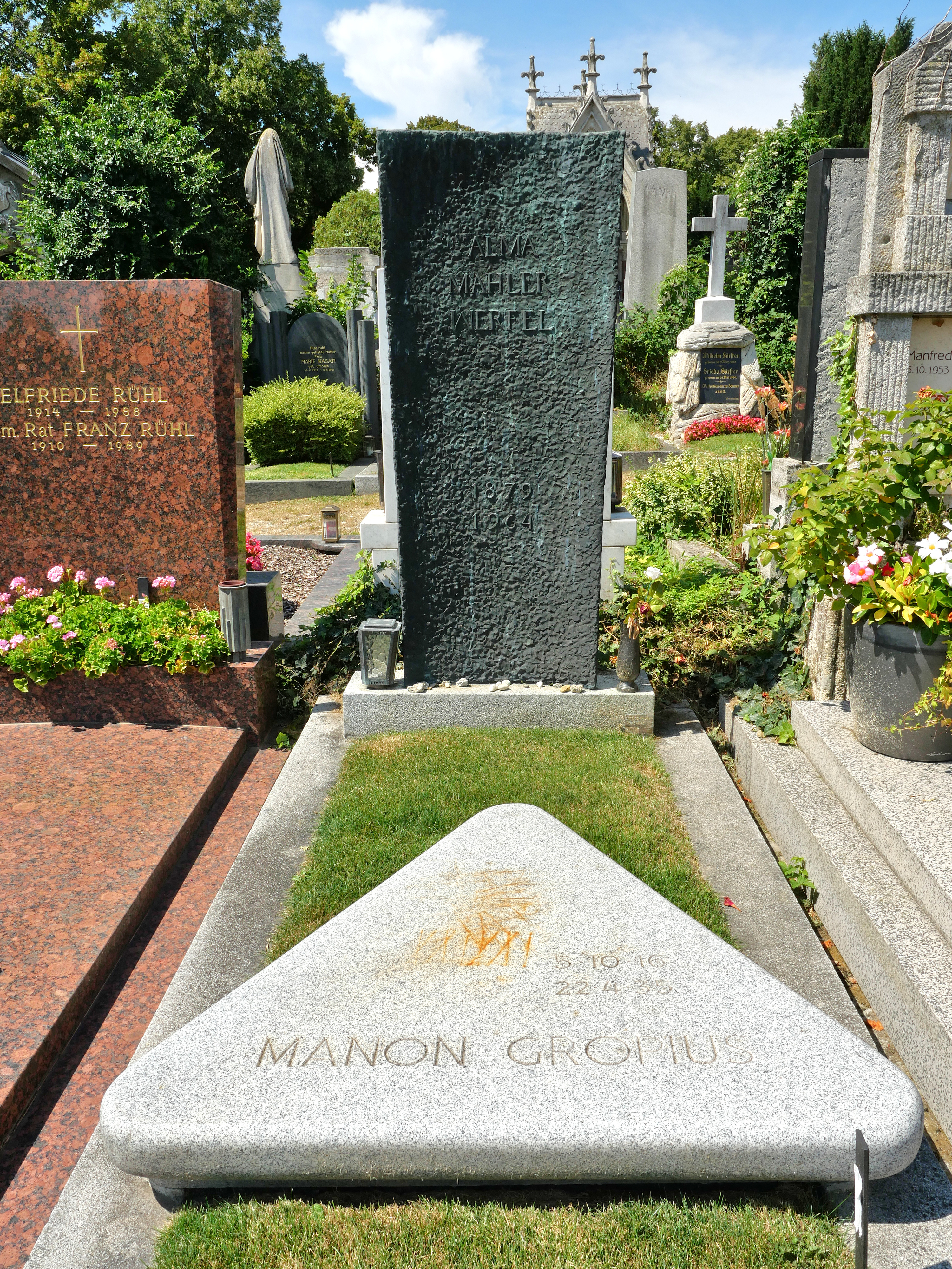
Grab von Alma Mahler-Werfel und ihrer Tochter Manon Gropius auf dem Grinzinger Friedhof

Alma Mahler-Werfel starb am 11. Dezember 1964 im Alter von 85 Jahren in ihrem New Yorker Appartement. Bei der ersten Trauerfeier zwei Tage später hielt Soma Morgenstern die Grabrede. Beigesetzt wurde Mahler-Werfel allerdings erst am 8. Februar 1965 in Wien auf dem Grinzinger Friedhof in dem bereits bestehenden Grab (Gruppe 6, Reihe 6, Nummer 7) ihrer 1935 verstorbenen Tochter Manon Gropius. Das ehrenhalber gewidmete Grab befindet sich unweit vom Grab ihres ersten Ehemanns Gustav Mahler.
Die Nachrufe, die nach ihrem Tod erschienen, bezogen sich unter dem Eindruck ihrer Autobiografie meist auf ihre Ehen und Liebesaffären.
Friedrich Torbergs Nachruf erklärt, warum so viele Kulturschaffende von dieser Frau fasziniert waren:

„Wenn sie von jemandes Talent überzeugt war, ließ sie für dessen Inhaber – mit einer oft an Brutalität grenzenden Energie – gar keinen anderen Weg mehr offen als den der Erfüllung. Dazu war er sich und ihr und der Welt gegenüber verpflichtet und sie empfand es als persönlichen Affront, wenn eine von ihr erkannte oder gar geförderte Begabung nicht allgemein anerkannt wurde. Das geschah übrigens nur wenigen, und denen blieb sie rührend treu. Erfolg betörte sie, aber Erfolglosigkeit beirrte sie nicht. Ihre Einsatzfreude, ihre Hingabe, ihre Aufopferungsfähigkeit kannte keine Grenzen und mußte schon deshalb faszinierend und aneifernd wirken, weil sie nichts von kritikloser Vergötterung an sich hatte, weil ihre Urteilskraft sich durch nichts vernebeln ließ.“

„Daran lag es wohl auch, daß so viele schöpferische Männer an ihr hängen blieben. Hier setzte ihre eigene Produktivität sich fort und um […]. Sie hatte eine Art, zu arrangieren und zu dirigieren, die ihr mit geometrischer Zwangsläufigkeit den Mittelpunkt zuwies, und alle waren dessen froh: denn dieser Mittelpunkt stand fest und setzte die andern in Szene, nicht sich […]. Am Morgen pflegte sie um 6 Uhr aufzustehen, trank eine Flasche Champagner leer und spielte eine Stunde lang das ‚Wohltemperierte Klavier‘. Ich berichte das aus Erfahrung. Denn ich war meiner Gewohnheit, die zur Deckung des Lebensunterhalts erforderlichen Schreibarbeiten des Nachts zu erledigen, auch in Los Angeles treu geblieben, und es geschah nicht selten, daß im Morgengrauen das Telephon ging, dem dann ohne weitere Formalitäten ihre Stimme entklang: ‚Bist noch wach? Komm frühstücken!‘ Und da gab es keinen Widerspruch.“

Die Mischung aus Anziehung, Bewunderung und Abneigung, die sie bei vielen auslöste, kommt auch in einem Spottlied zum Ausdruck, das der Liedermacher und Satiriker Tom Lehrer spontan nach ihrem Tod schrieb und veröffentlichte.

## Alma Mahler-Werfel als Komponistin

### Lieder
Von ihrem Gesamtwerk als Komponistin wurden nur 17 Lieder bekannt. Bis 1924 wurden 14 Lieder in verschiedenen Verlagen gedruckt. Diese 14 Lieder wurden von Herta Blaukopf bei Universal Edition (o. J.) als Sämtliche Lieder neu herausgegeben. Drei weitere Lieder erschienen in den Jahren 2000 und 2018.
Eine unmittelbare Quelle zur Verfolgung von Alma Schindlers künstlerischer Entwicklung sind ihre Tagebuch-Suiten. Der letzte Eintrag in den Tagebuch-Suiten datiert vom 6. Jänner 1902, zwei Monate vor der Hochzeit mit Gustav Mahler. Die Musikwissenschaftlerin Susanne Rode-Breymann konnte in den Tagebuch-Suiten fast 50 Klavierlieder nachweisen, komponiert zwischen 1898 und 1902. Verschiedentlich wird behauptet, Alma Mahler-Werfel habe rund „hundert“ Lieder komponiert. Die meisten Lieder blieben jedenfalls unveröffentlicht.
Es gibt Anzeichen dafür, dass Alma Mahler in ihrer Ehe mit Gustav Mahler ihre Kompositionsmappe immer von Wien aus in die Sommerfrische mitnahm und dass Gustav Mahler sie im Jahr 1910 dort entdeckte. Daraufhin drängte er sie dazu, einige der Lieder zu veröffentlichen.

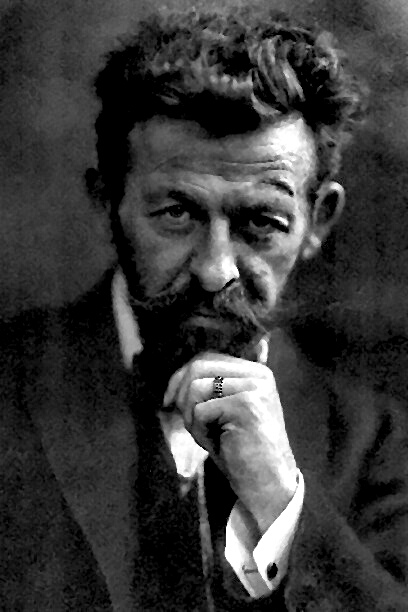
Richard Dehmel, 1905. Alma Mahler-Werfel vertonte mehrfach Gedichte des Lyrikers.

- 5 Lieder, Wiener Universal Edition, Dezember 1910. Diese Lieder wurden zwischen 1899 und 1901 komponiert und 1910 von Gustav Mahler redigiert. Uraufführung am 11. Dezember 1910 in Wien durch Thea Drill-Orridge (Gesang) und Alexander von Zemlinsky (Klavierbegleitung).[109]
  - Die stille Stadt, Text von Richard Dehmel[110]
  - In meines Vaters Garten, Text von Otto Erich Hartleben
  - Laue Sommernacht, Text von Otto Julius Bierbaum,
  - Bei dir ist es traut, Text von Rainer Maria Rilke
  - Ich wandle unter Blumen, Text von Heinrich Heine[110]

- Vier Lieder von Alma Schindler-Mahler, Wiener Universal Edition, Juni 1915. Diese Lieder wurden 1901 bzw. 1910/1911 komponiert und von ihr gemeinsam mit Gustav Mahler zum Teil erheblich überarbeitet.
  - Licht in der Nacht, Text von Otto Julius Bierbaum
  - Waldseligkeit, Text von Richard Dehmel
  - Ansturm, Text von Richard Dehmel
  - Erntelied, Text von Gustav Falke unter dem Titel Gesang am Morgen.[111]

- Fünf Gesänge von Alma Maria Mahler, Musikverlag Josef Weinberger, Wien, April 1924.
  - Hymne, Text von Novalis – komponiert wahrscheinlich 1910/1911[112]
  - Ekstase, Text von Otto Julius Bierbaum – komponiert am 24. März 1901
  - Der Erkennende, Text von Franz Werfel – komponiert im Oktober 1915
  - Lobgesang, Text von Richard Dehmel – komponiert am 16. Juni 1900
  - Hymne an die Nacht, Text von Novalis – komponiert wahrscheinlich 1910/1911

Nach Knud Martner wurden Nr. 1 Hymne (oder Hymnus) und Nr. 4 Lobgesang im Jahr 1924 von Paul von Klenau orchestriert; die Partituren wurden 2019 im Klenau-Nachlass der Königlichen Bibliothek in Kopenhagen entdeckt.
- Uraufführung der drei Gesänge mit Orchester: 22. September 1924 in Wien (Musikverein). Solist: Laurenz Hofer, Dirigent: Leopold Reichwein.
- Weitere Aufführung: 17. Februar 1929, Wiener Rundfunk. Solist: Anton Maria Topitz, Dirigent: Rudolf Nilius. Bei dieser Gelegenheit wurde Alma Mahler im Rundfunk interviewt.

- Im Jahr 2000 wurden noch zwei nachgelassene und bis dahin verschollene Lieder publiziert (herausgegeben von Susan M. Filler, Hildegard Publishing Company, Bryn Mawr, USA):
  - Kennst du meine Nächte, Text von Leo Greiner
  - Leise weht ein erstes Blühn, Text von Rainer Maria Rilke
- 2018 schließlich veröffentlichte Barry Millington in The Wagner Journal, London:
  - Einsamer Gang, Text von Leo Greiner

### Weitere Werke
Sie schuf außer Liedern weitere musikalische Formen, nämlich rund 20 Klavierkompositionen sowie zwei Violinsonaten. Während des Unterrichts bei Zemlinsky wagte sie sich an Chorkompositionen und einen Text Goethes für drei Solisten und Chor, danach nahm sie sogar eine Oper in den Blick. All diese Werke sind bis heute verschollen. Susanne Rode-Breymann nimmt an, dass die veröffentlichten Lieder nur eine „winzige Spitze des Eisberges aller Kompositionen von Alma Mahler-Werfel“ seien. Am wenigsten weiß man über solche, die sie trotz „Komponierverbot“ als Ehefrau Mahlers wahrscheinlich doch noch schuf.

### Einordnung
Laut Robert Schollum unterscheidet sich die Tonsprache der Lieder von Alma Mahler-Werfel stark von der ihres Mannes Gustav Mahler. Ähnlichkeit bestehe dagegen zu dem Werk ihres Kompositionslehrers Alexander von Zemlinsky sowie zu Richard Wagner und Johannes Brahms. Schollum spricht ihr eine musikalische Hochbegabung und insbesondere eine melodische Begabung zu, ihre Kompositionen bezeichnet er als kühn und originell. Er vergleicht ihre Werke mit den frühen Kompositionen von Alban Berg, den Gurre-Liedern von Arnold Schönberg, den Arbeiten von Franz Schreker und den nach 1909 entstandenen Kompositionen von Joseph Marx.

## Antisemitismus

### Beziehungen zu Juden
Alma Mahler-Werfel war zeitlebens mit vielen Juden eng befreundet, insbesondere mit künstlerisch tätigen. Zwei ihrer drei Ehemänner hatten jüdische Vorfahren. Nach den am 12. Februar 1938 begonnenen Verhandlungen von Schuschnigg und Hitler auf dem Obersalzberg über die Teilhabe der österreichischen Nationalsozialisten an der Regierungsmacht (→ Berchtesgadener Abkommen) plagten Alma Mahler-Werfel und Franz Werfel, die sich zu dem Zeitpunkt gerade in Italien aufhielten, Zukunftsängste. Ab dem 28. Februar 1938 organisierte Alma Mahler-Werfel für das Paar energisch erste Schritte der Flucht. Ähnlich verhielt es sich im September 1940 in den Pyrenäen: Der Schriftsteller wollte sie nicht überqueren, weil der beschwerliche und risikoreiche Transit auf Freitag, den 13. fiel. Alma Mahler-Werfel erklärte das kurzerhand für „Unsinn“, sodass sie mit ihm und dem Ehepaar Heinrich und Nelly Mann nach Spanien aufbrach.

### Ressentiments
Trotz ihrer Bekanntschaften, Ehen und der intensiven Teilhabe an Schaffensprozessen jüdischer Künstler, allen voran von Gustav Mahler und Franz Werfel, aber beispielsweise auch von Arnold Schönberg, durchzieht ihre antisemitische Einstellung das Leben von Alma Mahler-Werfel „wie ein roter Faden“.
Fantasien einer Ehe mit ihrem Lehrer und Liebhaber Alexander Zemlinsky verwarf sie, weil sie andernfalls „degenerierte Judenkinder“ gebären müsse. Beim Erfassen bestimmter Musik seien Juden Grenzen gesetzt: „Kein Jude kann Wagner jemals verstehen.“ Weil es unter den langjährigen Freunden Gustav Mahlers Vorbehalte gegen seine junge Ehefrau gab, bezeichnete Alma Mahler diese als „prononcierte Juden“. Beim Kennenlernen von Franz Werfel fand sie dessen Intellekt attraktiv, „er gewinnt, je mehr er sich gibt“. Die Beschreibung seiner körperlichen Erscheinung fiel gegenteilig aus: „Werfel ist ein O-beiniger, fetter Jude mit wülstigen Lippen und schwimmenden Schlitzaugen!“ 1932 notierte sie zum Aufstieg des Nationalsozialismus in Deutschland: „An den Spitzen fast aller Länder saßen bestialische Juden […]. Es ist nun selbstverständlich, dass die verschiedenen Nationen und Länder sich das nicht gefallen lassen können.“ Weiter hieß es: „Aber Blutbäder wird es noch setzen, bevor die Welt gereinigt ist. Und darum bin ich für Hitler. Sei die Medicin auch noch so übel. Das Übel, das sie vertreiben soll, ist weit übler.“ Sie selbst hielt sich ihre nicht-jüdische Abkunft zugute: Ihr „freches, gesundes Ariertum“ habe viel dazu beigetragen, Franz Werfel in produktive Bahnen zu lenken; eine „dunkle Jüdin“ hätte ihn dagegen zu einem „Abstraktum“ gemacht.
Nach der Machtübernahme der Nationalsozialisten in Deutschland schrieb sie, sie habe es „durch monatelangen Kampf erwirkt, dass er [Werfel] die Schuld der Juden begreifen gelernt hat. Und was sie jetzt tun ist wieder ebenso dumm.“ Sie monierte: „Diese fanatisierten Juden, die jetzt da in Österreich herumrasen und heulen, vernichten den letzten Rest von Achtung, den man noch vor ihnen hatte.“ Als Bruno Walter 1936 eine Monografie über Gustav Mahler publizierte, sah sie sich darin nicht ausreichend gewürdigt und empörte sich: „Noch immer hassen sie in mir, die unverschmockte, schöne Christin. Denn die Juden verzeihen uns unsere lichtere Art nicht. Und wenn sie sich 10 mal blond färben, sie bleiben ein dunkles, wildes Ostvolk. Schwarzseelig und mitleidlos.“ Deutsche und österreichische Emigranten sprachen im kalifornischen Exil mitunter über die nationalsozialistischen Konzentrationslager. Als das in ihrer Gegenwart geschah, bezeichnete sie das als Horrorgeschichten und als Fantasiegespinste von Flüchtlingen.
Vorbehalte hatte sie auch gegenüber ihren eigenen Kindern. Während sie Manon Gropius als Lichtgestalt stilisierte, wertete sie ihre zwei anderen Töchter, deren Vater Gustav Mahler war, nach dem Zweiten Weltkrieg im Gespräch mit Claire Goll ab, sie seien „nur Mischlinge“. Schon nach Beginn des Spanischen Bürgerkrieges hatte sich das Verhältnis zu ihrer Tochter Anna verschlechtert, weil diese mit den Anhängern der Republik, ihre Mutter jedoch mit den Franquisten sympathisierte. Alma Mahler-Werfel hatte daraufhin geklagt: „Es ist ein solcher Schmerz für mich, eine 150 % Jüdin aus mir geboren zu haben.“

### Bewertung
In der Literatur wird Alma Mahler-Werfels Antisemitismus mit unterschiedlichen Deutungen thematisiert. In der Biografie von Oliver Hilmes ist er deutlich herausgearbeitet. Hilmes bietet die psychologische Erklärung an, dass Mahler-Werfel Antisemitismus eingesetzt habe, um ihre vermeintliche Überlegenheit als „Arierin“ zur Geltung zu bringen. Insofern sei er Ausdruck von Herrschsucht, nicht Ausdruck einer Rassenideologie. Alma Rode-Breymann betont, Alma Mahler-Werfel habe sich zwar antisemitisch geäußert, nicht aber judenfeindlich gehandelt. Ihr Rezensent Wilhelm von Sternburg kritisierte, Mahler-Werfels antisemitische Statements blieben in Rode-Breymanns Darstellung „leider nur Randnotizen“.

## Rezeption

### Beurteilungen ihrer Persönlichkeit
Bei ihren Zeitgenossen fiel das Urteil über Alma Mahler-Werfels Persönlichkeit sehr unterschiedlich aus. Das Spektrum reicht von extremer Bewunderung bis zu schroffer Ablehnung. Gina Kaus erklärte: „Sie war der schlechteste Mensch, den ich gekannt habe.“ Claire Goll giftete: „Wer Alma Mahler zur Frau hat, muss sterben.“ Almas Freundin Marietta Torberg meinte: „Sie war eine große Dame und gleichzeitig eine Kloake.“
In der umfangreichen Literatur über Alma Mahler-Werfel artet die Berichterstattung über biographische Einzelheiten teilweise bis zur „sexualisierten Eindimensionalität“ aus, und ihre musikalische Kreativität wird zumeist nur wenig thematisiert. Zu den Ausnahmen zählt Susanne Rode-Breymann, die in ihren beiden Büchern über Alma Mahler-Werfel auf deren persönliche Entwicklung unter den Bedingungen ihrer Zeit eingeht.
Alma Mahler-Werfel stilisierte sich in ihrer 1960 erschienenen Selbstbiographie Mein Leben zur schöpferischen Muse. Einige ihrer Zeitgenossen teilten dieses Urteil: Klaus Mann verglich sie mit den intellektuellen Musen der deutschen Romantik und den „stolzen und brillanten Damen des französischen grand siècle“. Susanne Rode-Breymann schrieb: „[…] ihre Begabung als kulturell Handelnde entfaltete sich bruchlos, und ihr inspirierender Einfluss auf die Musik- und Kulturgeschichte kann nicht hoch genug veranschlagt werden.“ Diesem positiven Urteil widerspricht Oliver Hilmes, der sich auf Albrecht Joseph beruft. Anna Mahler-Werfel habe Mahler nicht entdeckt und sein Schaffen nicht beeinflusst. Gleiches gelte für Kokoschka, denn nur einige seiner Bilder zeigen sie. Eine Bedeutung für Gropius’ architektonisches Schaffen sei nicht nachweisbar. Und Werfel sei bereits berühmt gewesen, als er seine spätere Ehefrau kennenlernte.

### Bezüge zu Alma in zeitgenössischen Kompositionen
Alma in Werken Gustav Mahlers
- Gustav Mahlers Lied Liebst Du um Schönheit (1902), die Vertonung eines Rückert-Gedichtes, ist ein „Privatissimum“ an Alma.
- Das Adagietto in Gustav Mahlers 5. Sinfonie ist nach Angaben des Dirigenten Willem Mengelberg eine Liebeserklärung an Alma Mahler.
- In der 6. Sinfonie versuchte Gustav Mahler 1906, seine Frau musikalisch zu porträtieren. Dazu macht Alma Mahler folgende Angaben: „Nachdem er den ersten Satz entworfen hatte, war Mahler aus dem Walde herunter gekommen und hatte gesagt: ‚Ich habe versucht, dich in einem Thema festzuhalten – ob es mir gelungen ist, weiß ich nicht. Du mußt dirs schon gefallen lassen.‘ Es ist das große, schwungvolle Thema des I. Satzes.“
- In Gustav Mahlers 10. Sinfonie spiegelt sich die Ehekrise des Jahres 1910 wider. Das Manuskript weist eine Fülle intimer Eintragungen auf, die dokumentieren, dass Mahler damals auf Almas Affäre mit Walter Gropius reagierte[140] und die schwerste existenzielle Krise seines Lebens durchmachte. Die emotionalen Ausrufe lassen erkennen, dass Alma die Adressatin dieser Eintragungen war. Zum Beispiel am Ende des vierten Satzes: „Du allein weißt, was es bedeutet. Ach! Ach! Ach! Leb’ wol mein Saitenspiel! Lebe wol, Leb wol. Leb wol.“ Oder am Schluss des Finales: „Für dich leben! Für dich sterben! Almschi!“ Alma Mahler machte später in ihrer Wohnung die Skizzen in einer Vitrine für ihre Gäste zugänglich. Elias Canetti sprach von einer „Gedenkkapelle“.

Alma in Werken anderer Komponisten
- In Alexander Zemlinskys Oper Der Zwerg (1922) bekommt eine schöne Prinzessin als Geburtstagsgeschenk einen hässlichen Zwerg, der sich noch nie selbst im Spiegel gesehen hat. Der Gnom verliebt sich in sie und glaubt, auf Gegenliebe zu stoßen, nachdem die Prinzessin ihm als Spaß eine Rose zuwirft. Am Ende wird er über das böse Spiel aufgeklärt, erkennt im Spiegel seine Hässlichkeit – und stirbt. Dies lässt sich als Paraphrase auf das Verhältnis zwischen Alma und Zemlinsky verstehen.
- Auch Zemlinskys siebenteilige Lyrische Sinfonie (1923) nach Texten von Rabindranath Tagore ist eine Reflexion der unglücklichen Liebe zu Alma. Zemlinsky wurde zu dieser Lied-Sinfonie durch Gustav Mahlers Das Lied von der Erde inspiriert. Er weigerte sich, sein Werk gemeinsam mit der unvollendet gebliebenen 10. Sinfonie Mahlers uraufführen zu lassen.[140]
- Ernst Krenek komponierte die Oper Orpheus und Eurydike op. 21 (1923, UA 1926) nach einem Libretto von Oskar Kokoschka. In dem Schauspiel steht Orpheus für Kokoschka selbst, Eurydike für Alma Mahler, Psyche für ihre Tochter Anna Mahler und der Gott der Unterwelt Pluto für Gustav Mahler.
- Tom Lehrer schuf 1965 die Ballade Alma, einen satirischen Beitrag zu ihrem beziehungsreichen Leben.[101][102]

Alma gewidmete Kompositionen
- Alexander Zemlinskys Fünf Lieder op. 7 (1899) sind Alma gewidmet.
- Gustav Mahlers 8. Sinfonie ist seiner Frau Alma gewidmet. Die Uraufführung der Sinfonie fiel in die Zeit einer schweren Ehekrise. Mahler versuchte mit Liebesbezeugungen, zu denen auch diese Widmung zählt, seine Frau wieder für sich zu gewinnen.
- Hans Pfitzner widmete Alma Mahler sein Streichquartett D-Dur op. 13 (1902/03, uraufgeführt 1903 in Wien).
- Alban Berg widmete Alma seine Oper Wozzeck (1915–1921, UA 1925), aus Dankbarkeit für vielfältige (auch finanzielle) Unterstützung seiner Arbeit.
- Erich Wolfgang Korngolds Konzert für Violine und Orchester op. 35 (1945) ist Alma Mahler-Werfel gewidmet, die eine langjährige Freundin der Familie war und mit zum Künstlerkreis im kalifornischen Exil gehörte.
- Arnold Schönberg widmete Alma Mahler-Werfel zum 70. Geburtstag (1949) einen vierstimmigen Kanon.
- Benjamin Britten widmete Alma Mahler in Anerkennung dessen, was er Gustav Mahler zu verdanken hatte, sein Nocturne op. 60 (1958), ein Werk für Tenor, sieben Soloinstrumente und Streichorchester.

### Alma Mahler im Werk Oskar Kokoschkas
- Alma Mahler, 1912, Öl auf Leinwand, The National Museum of Modern Art, Tokio

In den ersten Tagen ihrer Bekanntschaft ließ Kokoschka Alma als neue Gioconda posieren und gab ihr Züge wie Leonardo seiner Mona Lisa. Alma selber sah sich in diesem Porträt als Lucrezia Borgia.
- Alma Mahler und Oskar Kokoschka, 1913, Kohle und weiße Kreide, Leopold Museum, Wien
- Doppelbildnis Oskar Kokoschka und Alma Mahler, 1912/1913, Öl auf Leinwand, Museum Folkwang, Essen
- Sieben Fächer für Alma Mahler, 1912/1913, Tusche und Aquarell auf ungegerbter Ziegenhaut, Museum für Kunst und Gewerbe Hamburg, Hamburg

Kokoschka bezeichnete die sieben Fächer, die er Alma zwischen 1912 und 1914 schenkte, als „Liebesbriefe in Bildersprache“. Der erste Fächer entstand zu Alma Mahlers Geburtstag 1912. Der dritte Fächer illustrierte die gemeinsame Italienreise 1913 und bildete die Vorlage zum späteren Gemälde „Die Windsbraut“. Nur sechs Fächer haben überlebt, einen warf Almas Ehemann Walter Gropius aus Eifersucht ins Feuer.
- Die Windsbraut, 1913, Öl auf Leinwand, Kunstmuseum Basel, Basel

Das Gemälde hieß zuerst „Tristan und Isolde“, der Titel jener Oper Richard Wagners, die die erste Begegnung der beiden begleitete. Als Kokoschka das Bild malte, war der österreichische Dichter Georg Trakl fast täglich um ihn und gab dem Gemälde seinen Namen: „Golden lodern die Feuer der Völker rings. Über schwärzliche Klippen stürzt todestrunken die erglühende Windsbraut, die blaue Woge des Gletschers und es dröhnt gewaltig die Glocke im Tal: Flammen, Flüche und die dunklen Spiele der Wollust stürmt den Himmel ein versteinertes Haupt.“
- Fresko für Alma Mahlers Haus in Breitenstein, 1913

Bevor Alma ihr neues Haus in Breitenstein am Semmering im Dezember 1913 bezog, malte Kokoschka ein vier Meter breites Fresko über den Kamin, als Fortsetzung der Flammen und Alma darstellend, wie sie „in gespensterhafter Helligkeit zum Himmel weise, während er in der Hölle stehend von Tod und Schlangen umwuchert schien.“ Das Fresko galt lange als verschollen und wurde erst 1988 wiederentdeckt.
- Alma Mahler, 1913, Kreide, Scottish National Gallery of Modern Art, Edinburgh
- Alma Mahler mit Kind und Tod, 1913, Kreide, Sammlung Essl, Klosterneuburg

Kokoschka zeigt Alma mit dem Fötus eines Kindes, in Anspielung auf die für ihn so schmerzhafte Abtreibung im Oktober 1912.
- Alma Mahler spinnt mit Kokoschkas Gedärmen, 1913, Kreide, Sammlung Essl Klosterneuburg

Kokoschka veranschaulicht hier die Schmerzen, die ihm Alma durch die Abtreibung zugefügt hatte. Er verwendet die „Marter des hl. Erasmus von Formio“, wobei er die Winde gegen ein Spinnrad austauscht, auf das Alma seine aus dem Bauch hervorquellenden Gedärme aufspult.
- Alma Mahler von Verehrern bedrängt, 1913, Lithografie, Graphische Sammlung Albertina, Wien

Alma wird in einem Sakralraum von sechs Verehrern (darunter der Komponist Hans Pfitzner) bedrängt und scheint dies zu genießen.
- Allos Makar, 1913, Lithografiezyklus (5 Bll.)

Aus den Buchstaben der Namen Alma und Oskar formte Kokoschka den Titel eines Gedichtes Allos Makar (griechisch für „Anders ist glücklich“), das er durch diesen Grafikzyklus illustrierte.
- Stillleben mit Putto und Kaninchen, 1914

In dem Bild gestaltete Kokoschka in einem Gleichnis das Zerbrechen seines Liebesverhältnis mit Alma: „Man darf aus Lässigkeit das Werden eines Menschenlebens nicht absichtlich verhindern. Es war ein Eingriff auch in meine Entwicklung, das ist doch einleuchtend.“ Mit dem Eingriff, den Kokoschka hier erwähnt, spricht er das von Alma erwartete gemeinsame Kind an, das sie 1914 abtreiben ließ.
Drama
Oskar Kokoschkas Leben und Schaffen war auch nach der Beendigung des Liebesverhältnisses mit Alma Mahler noch lange von dieser Beziehung geprägt. Sein Drama Orpheus und Eurydike, das er 1918 vollendete, spiegelt im Mythos dieser antiken Liebesgeschichte das Scheitern seiner Liebe zu Alma Mahler. Es wurde von Almas Schwiegersohn Ernst Krenek vertont.
Die Alma-Puppe
Zu den bizarreren Anekdoten der Kunstgeschichte gehört, dass Kokoschka zum Jahresende 1918 sich von der Puppenmacherin Hermine Moos einen lebensgroßen Puppen-Fetisch nach Almas Modell fertigen ließ. In zahlreichen Briefen schrieb Kokoschka eine Gebrauchsanweisung für die Puppenmacherin, etwa: „Sehr neugierig bin ich auf die Wattierung, auf meiner Zeichnung habe ich die mir wichtigen Flächen, entstehenden Gruben, Falten etwas schematisch angedeutet, durch die Haut – auf deren Erfindung und stofflichen, dem Charakter der Körperpartien entsprechenden, verschiedenen Ausdruck ich wirklich höchst gespannt bin – wird alles reicher, zärtlicher, menschlicher werden?“ Als die Puppe bei Kokoschka in Dresden eintraf, war die Enttäuschung groß, vergeblich versuchte er in dem Gegenstand aus Stoff und Holzwolle seine geliebte Alma zu erkennen. Er verewigte „Die stille Frau“, wie die misslungene Kopie nun hieß, in zahlreichen Tuschezeichnungen und Gemälden. Er kleidete sie in teure Kostüme und Dessous aus den besten Pariser Modesalons und ließ über seine Kammerzofe das Gerücht verbreiten, er habe einen Fiaker gemietet, „um sie an sonnigen Tagen ins Freie zu fahren, und eine Loge in der Oper, um sie herzuzeigen.“ Kokoschka zerstörte diesen Fetisch schließlich selbst, indem er nach einer durchfeierten Nacht die Puppe mit Wein übergoss und ihr den Kopf abschlug. Das trug ihm den Besuch der Polizei ein, da Nachbarn die im Garten liegenden Puppenbestandteile für eine Leiche hielten.
- Stehender weiblicher Akt – Alma Mahler, 1918

Diese lebensgroße Aktskizze von Alma Mahler wurde von Kokoschka als Vorlage für die Alma-Puppe für Hermine Moos angefertigt.
- Der Puppenfetisch mit Katze, 1919, Grüne Kreide, Solomon R. Guggenheim Museum, New York
- Frau in Blau, 1919

Das Gemälde zeigt die Puppe, wurde mehrfach überarbeitet und in etwa zwanzig Studien vorbereitet.
- Maler mit Puppe, Öl auf Leinwand, Neue Nationalgalerie, Berlin
- Selbstbildnis mit Puppe, 1920/21

### Filme
- 1974 drehte der englische Regisseur Ken Russell seinen Film Mahler, in dem Alma Mahler (dargestellt von Georgina Hale) ihren todkranken Mann Gustav Mahler (Robert Powell) auf seiner letzten Reise nach Wien begleitet. Der Film schildert in Rückblenden Erinnerungen und gemeinsames Erleben sowie entsprechende Paraphrasen Ken Russells.
- 1999: Dreiteilige Verfilmung des Bühnenstücks Alma – A Show biz ans Ende von Paulus Manker. Alma wurde in verschiedenen Lebensaltern gespielt von Johanna Wokalek, Nicole Ansari, Pamela Knaack und im hohen Alter von Susi Nicoletti. Gustav Mahler wurde dargestellt von Helmut Berger, Walter Gropius von Sebastian Blomberg, Oskar Kokoschka von Paulus Manker und Franz Werfel von Peter Kern und Jürgen Maurer.[141]
- 2001 erschien der Fernsehfilm Alma Mahler von Tomislav Zaja.[142]
- 2001: Die Windsbraut (englisch Bride of the Wind), ein Film über das Leben Alma Mahler-Werfels mit Sarah Wynter in der Titelrolle und Jonathan Pryce als Gustav Mahler. Regie: Bruce Beresford, englisch-deutsch-österreichische Koproduktion. Die Windsbraut ist der Titel eines Gemäldes, das Oskar Kokoschka 1913 während seiner Beziehung zu Alma Mahler gemalt hatte (siehe oben).
- 2010: In Mahler auf der Couch beschreiben Percy Adlon und Felix Adlon die Ehe Almas mit Gustav Mahler. Mit Barbara Romaner als Alma Mahler und Johannes Silberschneider als Gustav Mahler.
- 2022: Alma und Oskar. Der Film von Dieter Berner stellt Almas Beziehung mit Oskar Kokoschka dar. Drehbuch: Hilde Berger. Mit Emily Cox als Alma und Valentin Postlmayr als Oskar Kokoschka.

Die Figur der Alma Mahler tritt unter anderem in folgenden Filmen auf:
- Erloschene Zeiten (1987) von Krzysztof Zanussi. Mit Elisabeth Trissenaar als Alma.
- Die Manns – Ein Jahrhundertroman (2001) von Heinrich Breloer. Mit Carola Regnier als Alma.
- Varian’s War (2001). Mit Lynn Redgrave als Alma.
- Mahler – In gemessenem Schritt (2008/09) von Pierre-Henry Salfati. Mit Marianne Anska als Alma.

### Alma – A Show biz ans Ende
1996 wurde anlässlich der Wiener Festwochen das ungewöhnliche Theaterstück Alma – A Show biz ans Ende von Joshua Sobol unter der Regie von Paulus Manker im ehemaligen Sanatorium Purkersdorf mit Susi Nicoletti und Johanna Wokalek als Alma uraufgeführt. Das Sanatorium in der Nähe von Wien ist ein Bauwerk des Jugendstil-Architekten Josef Hoffmann, Freund von Almas Stiefvater Carl Moll und Architekt von Alma Mahlers Villa auf der Hohen Warte. Die Atmosphäre des Bauwerks und die Möglichkeit für die Zuschauer, in verschiedenen Räumen an der theatralischen Inszenierung von Alma Mahler-Werfels Leben gleichsam wie ihre zeitgenössischen Gäste interaktiv teilzuhaben, bescherten dem „Polydrama“ Kultstatus. 1999 wurde es von Paulus Manker auch verfilmt.
In den Jahren 1996 bis 2001 gab es 140 ausverkaufte Vorstellungen. Es folgten mehrsprachige Neuproduktionen der Wiener Aufführung an Almas Lebensorten: 2002 in Venedig (Palazzo Zenobio), 2003 in Lissabon (Convento dos Inglesinhos), 2004 in Los Angeles (Los Angeles Theatre), 2005 im Schloss Petronell bei Wien, 2006 in Berlin (Kronprinzenpalais), 2007 am Semmering (Kurhaus) in unmittelbarer Nähe von Alma Mahlers Sommerhaus in Breitenstein, 2008 bis 2010 in Wien (k.k. Post- und Telegrafenamt), 2009 in Jerusalem (Zentralgefängnis der britischen Mandatsverwaltung), 2011 in Prag (Palais Martinicky), 2012 und 2013 wieder in Wien, 2014/15 und 2017/18 in einer ehemaligen Waffenfabrik in Wiener Neustadt, 2022 in der „Belgienhalle“ in Berlin-Siemensstadt und 2023 im Südbahnhotel am Semmering. Am 25. August 2018 feierte die Produktion ihre 500. Aufführung und am 9. August 2022 ihr 25-jähriges Jubiläum.
Zu den Alma-Darstellerinnen zählten u. a. Susi Nicoletti, Jennifer Minetti, Eleonore Zetzsche, Carola Regnier, Christine Ostermayer, Jutta Hoffmann, Simone de Oliveira und Milena Vukotic. 2010 wurde die Aufführung mit dem Nestroy-Theaterpreis ausgezeichnet.

### Weitere Theaterstücke
- 1990 spielte die österreichische Schauspielerin Marisa Mell auf einer Theater Tour in Österreich Dort und Hier, eine Collage über Alma Mahler-Werfel zum 100. Geburtstag von Franz Werfel.
- 1994 verfasste der österreichische Schriftsteller Alexander Widner das Stück Dichter, Flucht und Alma. Ein Bergstück., das in Reichenau mit Annemarie Düringer als Alma Mahler uraufgeführt wurde.
- 1999 kam in Zagreb am Teatar &TD das kroatische Stück Alma Mahler von Maja Gregl und Ivica Boban zur Uraufführung. Der Amerikaner Martin Chervin († 1993) schrieb die one-woman-show Myself, Alma Mahler.
- 1999 schufen Anne-Kathrin Klatt und Jutta Schubert das mehrfach ausgezeichnete Figurentheater-Projekt Mona Alma – die stumme Geliebte über Oskar Kokoschkas Vision der perfekten Frau.
- Der Amerikaner Gary Kern verfasste 1986 das Stück The Mad Kokoschka, die Französin Francoise Lalande schrieb den Monolog Alma Mahler, der 1987 am Théatre du Cheval Fou à Avignon uraufgeführt wurde.
- Der Israeli Adi Etzion schrieb 2005 das „Konzert-Drama“ Alma Mahler – Memories of a Muse.
- Die Australierin Wendy Beckett collagierte 2006 in For The Love of Alma Mahler Almas Geschichte mit der Musik von Gustav Mahler.
- An der Washington University in Saint Louis entstand 2006 das Stück Kokoschka: A Love Story von Henry I. Schvey.
- 2012 gelangte an der Deutschen Oper Berlin Mahlermania des Körper- und Tanztheaters Nico and the Navigators zur Uraufführung, in dem Alma als „männerfressende, vom Leben frustrierte, sauflustige Zimtzicke“[143] dargestellt wird.
- Steffi Böttger ließ 2014 im Kammerspiel „Almas Liebestod“, das Leben Almas aus der Sicht ihrer langjährigen Hausangestellten und Vertrauten, Ida Gebauer, Revue passieren.
- Das Theaterstück Alma Mahler-Werfel – Die Lust zu brennen von Paula Kühn verwendete 2021 Lieder von Alma Mahler-Werfel und Gustav Mahler.
- Penny Black schrieb das Solostück Alma Who? Ich lass’ mir von der Nachwelt nicht in den Hintern schauen, das 2021 im Leopold Museum in Wien von Maxi Blaha uraufgeführt wurde.
- Der umstrittene Alma-Biograf Berndt W. Wessling verfasste einen Einakter über Alma Mahler-Werfel, Die Windsbraut, der bislang nicht aufgeführt wurde.

### Ballette
- 1998 entstand am Tanztheater des Tiroler Landestheaters das Ballett Alma – Die Suche nach dem Ich. (Choreografie: Maria Luise Jaska).
- 2005 wurde Almas Beziehung zu Oskar Kokoschka Thema des Balletts Die Windsbraut, das am Theater in Krefeld zur Uraufführung kam (Choreografie: Heidrun Schwarz) und Musik von Gustav Mahler, Jean Sibelius, Richard Wagner, Aram Chatschaturjan und Uri Caine verwendete.
- Anthony Taylor schrieb das Ballett Alma, meine Seele mit der Musik von Mahlers 10. Sinfonie, das im März 2011 am Theater Koblenz zur Aufführung vorgesehen ist.
- 2011 kam in Hamburg das Ballett „Purgatorio“ von John Neumeier zur Uraufführung, das mit der Musik von Mahlers 10. Sinfonie die Dreiecksgeschichte Alma/Mahler/Gropius des Jahres 1910 zum Inhalt hat und auch Alma Mahlers eigene Lieder einbezog.
- 2014 kam in der Wiener Volksoper das Ballett Ein Reigen von Ashley Page und Antony McDonald zur Aufführung, in dem Alma Mahlers Begegnung mit Gustav Mahler, ihre Affäre mit Oskar Kokoschka und Kokoschkas Puppen-Fetisch einzelne Szenen (mit der Musik von Erich Wolfgang Korngold, Alexander Zemlinsky und Gustav Mahler) gewidmet sind.

### Musicals
- 2005 kam beim Ravinia Festival in Chicago das Musical Doll (Musik: Scott Frankel, Text: Michael Korie) heraus, das ebenfalls Kokoschkas Beziehung zu Alma Mahler und die Alma-Puppe zum Thema hatte.
- 2015: Uraufführung des Musicals Alma und das Genie von Tom van Hasselt im Theater des Westens. Das Zwei-Personen-Stück erhielt den Deutschen Musical Theater Preis in der Kategorie Beste Liedtexte.[144]

### Opern
- 2012 entstand die Oper The Alma Fetish von Gavin Kostick (Libretto) und Raymond Deane (Musik) über Almas Beziehung zu Oskar Kokoschka.
- 2016 wurde Mark Alburgers Oper „Alma Maria Schindler Mahler Gropius Werfel“ – an opera in 3 husbands and multiple lovers (all famous) op. 232 in Walnut Creek (Kalifornien) aufgeführt.
- 2024 kam an der Wiener Volksoper die Oper Alma von Ella Milch-Sheriff zur Uraufführung, die Alma als Mutter in den Mittelpunkt stellte. Annette Dasch sang die Alma.

### Biografische Quellen
Autobiografisches
- Tagebuch-Suiten 1898–1902. Hrsg. v. Antony Beaumont und Susanne Rode-Breymann, Frankfurt am Main 1997, ISBN 3-596-15220-8.
- Alma Mahler: Gustav Mahler. Erinnerungen und Briefe. Allert de Lange, Amsterdam 1940.
  - Alma Mahler: Erinnerungen an Gustav Mahler. Hrsg. von Donald Mitchell. Ullstein, Frankfurt am Main 1971, ISBN 3-549-17445-4, NA: als Ullstein-Bücher Nr. 3526, Frankfurt am Main/Berlin/Wien 1980, ISBN 3-548-03526-4.
- Alma Mahler: And the Bridge is Love. In collaboration with E. B. Ashton. Harcourt, Brace & Co., New York 1958.
- Alma Mahler: Mein Leben, Fischer Taschenbuch Verlag, Frankfurt am Main 1963, ISBN 3-596-20545-X.

Briefe
- Ein Glück ohne Ruh’. Die Briefe Gustav Mahlers an Alma. Erste Gesamtausgabe. Hrsg. v. Henry-Louis de La Grange, Günter Weiss und Knud Martner. Siedler Verlag, Berlin 1995; Btb Goldmann, München 1997, ISBN 3-88680-577-8.
- Gustav Mahler. Briefe 1879–1911. Hrsg. von Alma Maria Mahler. Wien 1924. Englische Übersetzung: Selected Letters of Gustav Mahler, hg. von Knud Martner. London-Boston 1979.
- Oskar Kokoschka: Briefe. Claassen, Düsseldorf (1905–1919. Düsseldorf 1984. ISBN 3-546-45580-0; 1919–1934. Düsseldorf 1985. ISBN 3-546-45582-7; 1934–1953. Düsseldorf 1986. ISBN 3-546-45584-3; 1953–1976. Düsseldorf 1988. ISBN 3-546-45586-X).
- Annemarie Jaeggi, Jörg Rothkamm (Hrsg.): „Du bist mir Kunst“. Der Briefwechsel Alma Mahler – Walter Gropius 1910–1914, Residenz Verlag, Salzburg/Wien, 2023, ISBN 978-3-7017-3594-5.[145]
- Friedrich Torberg: Liebste Freundin und Alma. Briefwechsel mit Alma Mahler-Werfel. Hrsg. von David Axmann u. Marietta Torberg. Langen Müller, München 1987, ISBN 3-7844-2157-1.
- Immer wieder werden mich thätige Geister verlocken. Alma Mahler-Werfels Briefe an Alban Berg und seine Frau. Herausgegeben von Martina Steiger. Seifert Verlag, Wien 2008, ISBN 978-3-902406-55-2.[146]
- Ich möchte solange leben, als ich Ihnen dankbar sein kann. Alma Mahler – Arnold Schönberg. Der Briefwechsel. Herausgegeben von Haide Tenner. Residenz Verlag, Sankt Pölten 2012, ISBN 978-3-7017-3265-4.

### Sekundärliteratur
(jeweils chronologisch)
- Karen Monson: Alma Mahler-Werfel. Die unbezähmbare Muse. München 1985, ISBN 3-453-55130-3.
- Françoise Giroud: Alma Mahler, ou l'art d'être aimée. Robert Laffont, Paris 1985. ISBN 2-221-05455-5.
Deutsch: Alma Mahler oder die Kunst, geliebt zu werden. München 1988, Wien 1990, ISBN 3-552-04114-1 (Giroud sieht Alma Mahler-Werfel als frühe Feministin).
- Uwe Laugwitz: Mahler-Werfel, Alma, geborene Schindler. In: Neue Deutsche Biographie (NDB). Band 15, Duncker & Humblot, Berlin 1987, ISBN 3-428-00196-6, S. 688 f. (Digitalisat).
- Alfred Weidinger: Kokoschka und Alma Mahler. Dokumente einer leidenschaftlichen Begegnung. Prestel, München 1996, ISBN 3-7913-1711-3.
- Astrid Seele: Alma Mahler-Werfel. Rowohlt Taschenbuch, Reinbek bei Hamburg 2001, ISBN 3-499-50628-9 (mit ausführlicher Berücksichtigung des Briefwechsels Alma Mahlers mit Friedrich Torberg).
- Oliver Hilmes: Witwe im Wahn. Siedler, München 2004, ISBN 3-88680-797-5 (Hilmes verarbeitet erstmals Alma Mahler-Werfels englische Originalfassung ihrer Autobiografie). Auch als Hörbuch, gelesen von Paulus Manker. Random House Audio, 2006.
- Erich Rietenauer: Alma, meine Liebe. Persönliche Erinnerungen an eine Legende. Amalthea, Wien 2008.[147][148]
- Sandra Marchl: Alma Mahler-Werfel in der Biographik. Die Dekonstruktion einer Legende. Graz 2009.
- Susanne Rode-Breymann: Alma Mahler-Werfel. Muse – Gattin – Witwe. C.H. Beck, München 2014, ISBN 978-3-406-66962-0.
- Cate Haste: Passionate Spirit: The Life of Alma Mahler. Bloomsbury, London 2019, ISBN 978-1-4088-7832-3.
- Paulus Manker: Das große Alma Mahler Album. 280 Fotografien (davon 70 bisher unveröffentlicht) und 340 Zitate. Mit persönlichen Erinnerungen von Peter Altenberg, Alban und Helene Berg, Leonard Bernstein, Franz Blei, Elias Canetti, Sigmund Freud, Claire Goll, Gina Kaus, Gustav Klimt, Ernst Krenek, Anna Mahler, Katja Mann, Klaus Mann, Robert Musil, Erich Maria Remarque, Arthur Schnitzler, Arnold Schönberg, Lothar Schreyer, Marietta Torberg, Kurt Weill, Alexander von Zemlinsky und Carl Zuckmayer sowie bisher unveröffentlichten Erinnerungen von Almas Schwiegersohn Albrecht Joseph. Amalthea Verlag, Wien 2022, ISBN 978-3-99050-232-7.

Zur Komponistin
- Robert Schollum: Die Lieder von Alma Schindler-Mahler. In: Österreichische Musikzeitschrift. Wien 1979, 8, S. 544–551.
- Danielle Roster: Die großen Komponistinnen. Insel Verlag, Frankfurt am Main 1998, ISBN 3-458-33816-0, S. 267–291: Alma Mahler-Schindler (mit Bibliografie und Diskografie in Auswahl).
- Susanne Rode-Breymann: Die Komponistin Alma Mahler-Werfel (= prinzenstraße. Hannoversche Hefte zur Theatergeschichte, Doppelheft 10, 158 Seiten). Mit einer CD-Rom (mit 3 Liedern von Mahler-Werfel). Niedersächsisches Staatstheater, Hannover 1999, ISBN 3-931266-06-0.
- Jörg Rothkamm: Wer komponierte die unter Alma Mahlers Namen veröffentlichten Lieder? Unbekannte Briefe der Komponistin zur Revision ihrer Werke im Jahre 1910. In: Die Musikforschung 53. Jg., 2000, H. 4, S. 432–445.
- Susanne Rode-Breymann: Mahler-Werfel, Alma. In: Ludwig Finscher (Hrsg.): Die Musik in Geschichte und Gegenwart. Zweite Ausgabe, Personenteil, Band 11 (Lesage – Menuhin). Bärenreiter/Metzler, Kassel u. a. 2004, ISBN 3-7618-1121-7 (Online-Ausgabe, für Vollzugriff Abonnement erforderlich)

Alma Mahler-Werfel in Biografien anderer Personen
Alma Mahler-Werfel wird auch ausführlich in Biografien ihrer Ehemänner Gustav Mahler, Walter Gropius und Franz Werfel sowie in der biografischen Literatur zu Oskar Kokoschka beschrieben. Es wird auf die Literatur in diesen Artikeln verwiesen.
Belletristik
- Joshua Sobol: Alma – A Show Biz ans Ende (Polydrama). Hrsg. von Paulus Manker, mit unveröffentlichten Fotos aus Alma Mahlers Privatbesitz. Wien 1998 (Simultandrama in dreißig Szenen, ergänzt mit historischen Fotos).
- Max Phillips: Ich nehme jeden, der mir gefällt. Das leidenschaftliche Leben der Alma Mahler. Lübbe, Bergisch Gladbach 2002, ISBN 3-404-92182-8 (biografischer Roman).
- Hilde Berger: Ob es Hass ist solche Liebe. Oskar Kokoschka und Alma Mahler. Boehlau, Wien 1999, ISBN 3-205-99103-6; Aufbau Verlag, Berlin 2010, ISBN 978-3-7466-7078-2 (biografischer Roman).
- Julya Rabinowich: Krötenliebe. Deuticke, Wien 2016, ISBN 978-3-552-06311-2.